# 法国贵族
法国贵族（法語：la noblesse）是法国中世纪和近现代直至法国大革命时期的一个特权阶级。1805年，贵族制度被恢复，但在这个时期，即从第一帝国到七月王朝的这段时间里，贵族只有有限的权利。七月王朝在1848年倒台后，贵族所有的特权都被永久废除。而贵族世袭的头衔则一直在被授予，直至第二帝国在1870年倒台。这些头衔则作为社会惯例而存在于他们的子孙之中，且一些相应的人的名字中仍然含有这些头衔。
在革命前的法国政治系统里，贵族组成了三级会议中的第二阶级（教士组成了第一阶级，而中产阶级和农民则组成了第三阶级）。尽管贵族阶级的身份主要是通过继承来获得的，但这并不是一个封闭的阶级。新的个人能被国王任命为贵族，或者他们可以通过购买权利和头衔，或者婚姻来获取贵族身份。
关于法国贵族实际人数的的资料各不相同；但无论如何，如果在比例上看，这是欧洲最小的贵族阶级。法国历史学家弗朗索瓦·布歇则认为1789年有140,000名贵族（ 9,000个贵族家庭），且有5%的贵族可以声称他们的头衔是从十五世纪前的封建贵族那里传下来的那时法国一共有两千八百万人，而这只占到其中的0.5%。另一名历史学家戈登·怀特给出的数据则是300,000名贵族（其中80,000名贵族来自于传统的佩剑贵族（noblesse d'épée）），而这和历史学家让·德·维格瑞（Jean de Viguerie）的估计只有1%的差距。而贵族在革命爆发时拥有的土地数量则占到了法国土地的五分之一。

## 特权

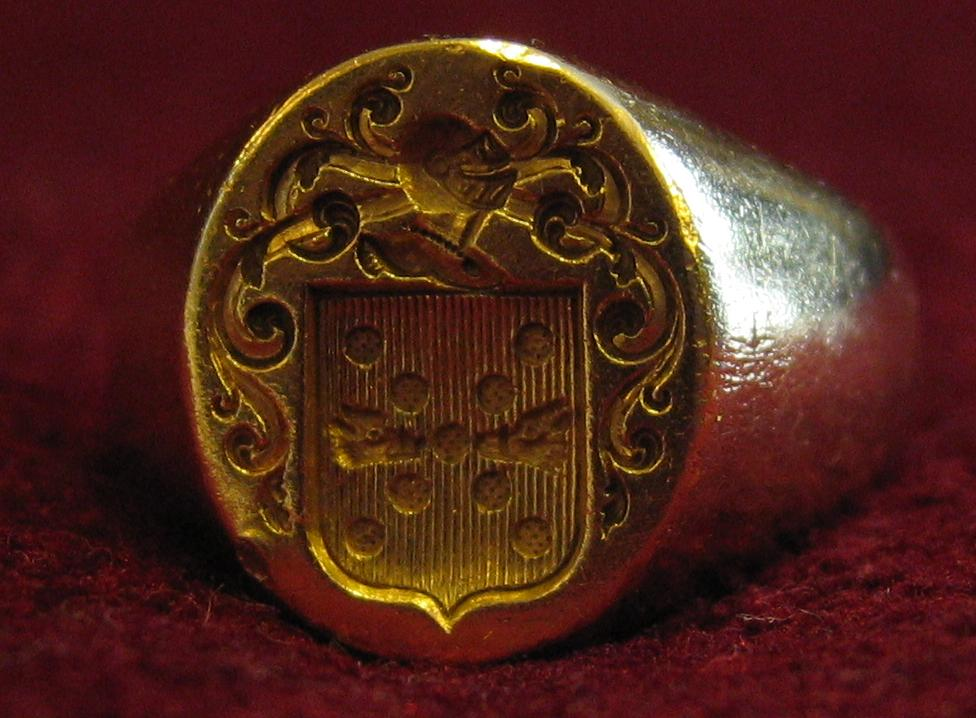
一个带纹章的印戒

法国贵族在法律和经济上拥有特定的权利和特权。第一份有关这些特权的官方列表出现在1440年路易十一时期，时间较晚。这份列表里有打猎、佩剑的权利，且在原则上，他们还有拥有领地的权利。贵族也不需要缴纳封建税，除非是他们在法国一些地区拥有的一些非贵族的土地。此外，一些特定的神职、军职和市政职位也会为他们预留。这些封建特权常被称为“封建统治权”（droits de féodalité dominante）。
除了极少数情况，法国的农奴制在十五世纪就不复存在了。但在近现代，贵族依旧用领主权来掌控在他们土地上工作的农民。举个例子，他们能够征收“年贡税”（cens），这是一种每年向租用或持有他们土地的附庸征收的一种税。贵族也可以向使用自己的磨坊、烤箱和葡萄酒压榨机的人收取器具使用税。或者，贵族也可以要求收取附庸收成的一部分来换取土地的耕种权。贵族对自己的附庸也有一定的司法管辖权，尽管随着现代国家的出现，这种特权的大部分已经被移交到国家的控制之下了，使得农村的贵族只拥有治安和管辖那些违反他们的领主权的人的职责了。
十七世纪，庄园体系在新法兰西被建立起来。

## 职责
然而，贵族们也有一定的职责。他们需要尊敬、服侍、辅佐他们的国王。他们也必须在军队服役（比如血税（impôt du sang））。
贵族的爵位是可以被没收的：在一些例外和限制内，特定的行为会导致爵位被剥夺。大多数商业活动和体力活，比如种地，是严格禁止的，尽管贵族们可以通过在自己的土地上开办矿场、制作玻璃和熔炼金属来获利。一个贵族可以提前将贵族的权力授予给自己的男性继承人，然后在不失去家族贵族身份的情况下开始从事一些低等的工作。如果贵族身份是因为从事被禁止的工作而失去的，那只要那位贵族不再从事那种工作，并获得“解救”敕令，爵位就可以恢复。最后，这些法律的实施在像布列塔尼这种特定地区并不是很严格，以便穷贵族可以自己种田。

## 法国贵族的形成
法国的贵族阶级从来都不是一个完整的封闭阶级。贵族身份和世袭头衔并不相同：虽然所有有世袭头衔的都是贵族，但大多数贵族是没有头衔的，尽管不少人有礼称。 贵族身份可以通过国王的授予获得，或者，在1578年前，一个家族可以通过占有一个政府或军队中足够高的职位三代就可以获得。一旦获得贵族身份，这种身份就通常会在所有合法的直系男性成员中传下去。 富有的家族常常可以找到现成的进入贵族阶级的方法；尽管贵族身份本身是不能合法地被购得的，但平民可以购买附属着贵族权利和/或头衔的头衔的土地，然后采用财产上的名字或头衔，如果可以找到一个不付封建税的方法，自此以后便可以冒充贵族。此外，拥有贵族封地的非贵族需要缴纳一种名为法国封地（franc-fief）的特殊税。正确地说，只有那些已经是贵族的人能够通过购买附属着贵族的头衔（比如男爵、子爵、伯爵、侯爵或公爵的爵位）的封地，来得到一个不是国王授予但受承认的头衔。
法国贵族的孩子们（无论是不是贵族），都是无头衔的贵族，这点与英国贵族不同。
但贵族身份只能由男性成员继承，除了在先前独立的香槟、洛林公国和布列塔尼中的少数例外以外（女贵族，noblesse uterine）’)。
国王可以将贵族身份授予个人，将土地变为贵族的封地或将贵族的封地提升为带头衔的庄园。国王也能够将特权，比如爵位，授予给一片贵族封地。总的来说，这些特许敕令需要在地区的高等法院上正式注册才有效。如果高等法院不愿注册，那么拥有这些封地的贵族就会被称为敕书贵族 （比如敕书公爵，duc à brevet）。

### 法国贵族的种类和获得方式
法国贵族通常可以被分为以下种类：
- 佩剑贵族（Noblesse d’épée），亦称流血贵族（noblesse de race）：这种贵族原先需要向国王宣誓效忠，并在军队中服役来换取他们的头衔。
  - 女贵族（Noblesse uterine）是对从母方那里继承的头衔的称谓，这种头衔只能由女性继承人继承；这种情况可以在香槟、洛林公国和布列塔尼的一些家族中找到。
  - 家世贵族（Noblesse d’extraction）：纹章上至少拥有十六面四分之一盾（英语：Seize Quartiers）的贵族。这意味着这个人拥有至少四代以上的纯洁的贵族血统（父母共两面四分之一盾，祖父母共四面四分之一盾，曾祖父母共八面四分之一盾，高曾祖父母共十六面四分之一盾）。
- 穿袍贵族（Noblesse de robe）：这种贵族是通过掌控特定的官职，比如资政官（英语：Master of Requests (France)）、财务官或法国高等法院的主席来获得的。在1600年，这种贵族得到了他们的法律地位。他们在地区高等法院、税务委员会（chambres des comptes）和其他重要的政府或经济机构的上级职位（通常是重金购得的）让他们在两代之内就能得到贵族的身份，尽管巴黎、多菲内、贝藏松和弗兰德斯高等法院和巴黎、多勒和格勒诺布尔税务委员会的成员只需要一代就可以成为贵族。一些家族会因为职位持有者的突然死亡而失去这个职位。为了获得更多的税收，亨利四世的财政顾问查理·波萊（英语：Charles Paulet）便在1604年设立了官职税（英语：Paulette (tax)）。这种税每年征收一次，金额是这个官位价值的六十分之一，同时可以确保这个官职可以世袭传承。这种税稳固了法国公共职位的世袭性，且在17世纪中期，政府职位的大多数持有者早已是贵族阶级的一员了。
  - 大法官贵族（Noblesse de chancellerie）：这种贵族是平民通过持有特定的高级职位而获得的。大法官贵族首次出现于十五世纪末，查理八世统治时期。持有大法官（chancellor）的职位需要有（极少有例外）贵族的地位。所以通常情况下，被授予这个职位的非贵族在20年的服务后就会被直接任命为贵族。非贵族需要支付一笔巨资来保有这些职位，但这种贵族常被讥笑为农民的肥皂（savonnette à vilain）。
  - 响铃贵族（Noblesse de cloche）或称市政贵族（Noblesse échevinale/Noblesse scabinale）：响铃贵族则可以追溯到1372年的普瓦捷，个人或家族通过在特定的、拥有司法自由的城市，比如拥有市政长官（英语：Capitoul）的图卢兹中担任市长（Bourgmestre）、市政长官（échevin）或市政公务员（英语：Provost (civil)）（Provost）的职位就可以获得，这些城镇还有阿布维尔、昂热、昂古莱姆、布尔日、里昂、巴黎、佩皮尼昂和普瓦捷。其他一些城市也曾经暂时性地得到这种地位，如干邑、伊苏丹、拉罗歇尔、南特、尼奥尔、圣让当热利和图尔。法国大革命爆发时，全国仅有14个这样的城镇。
  - 军事贵族（Noblesse militaire）：个人或家族通过两三代担任某一军职后获得的贵族称号。

贵族有时也可以通过他们头衔的年代而获得以下的称号：
- 骑士贵族（Noblesse chevaleresque）或旧贵族（noblesse ancienne）：这种贵族的头衔在1400年前就存在。
- 敕令贵族（Noblesse des lettres）：这种贵族的身份是通过1400年后国王的敕令而获得的。从弗朗索瓦一世当政开始，敕令贵族就变成了宫廷敛财的便利工具。拥有贵族封地的非贵族只需要上缴自己封地一年的收益就能得到贵族的身份。1598年，亨利四世撤销了一部分这样的爵位授予行为（anoblissments），但最终还是恢复了这种做法。

法语中，平民被称为“roturiers”。地方长官和执法者则被称为“robins”。
贵族的头衔有的是在在一代之内得到的，而有的是在在几代内得到的：
- 初代贵族（Noblesse au premier degré）：在第一代就获得头衔的贵族，通常是在20年的服务或是殉职后获得。
- 渐进贵族（Noblesse graduelle）：在第二代获得头衔的贵族，通常是父子一起服务二十后获得。

亨利四世上台后，便开始加强一些禁止非法使用贵族头衔的法律的实施。在1666年到1674年，路易十四大规模强制实施一个验证世袭贵族头衔合法性的计划。宣称自己父母和祖父母都是贵族的口头证词不再被接受，只有出示1560年后证明自己是贵族阶级的书面证据（比如婚约、地契）才能维持自己的贵族地位。许多家族的名字被重新写到了封建税的列表上，并/或被强迫缴纳一笔非法使用贵族头衔的罚金。许多类似于公证书和契约的文件都经过了伪造或是改写，这导致王家的官员拒收这些文件并给他们更高的罚金。同时，路易大帝急需战争的经费，便发行了空白的贵族授命敕令并要求官员将它们卖给外省的一些雄心勃勃的乡绅。
- - 骑士（Chevalier）：一个原本没有头衔，但身为骑士团一员的贵族。起初，这种等级是授予旧贵族家族中无头衔的成员的。后来，骑士之间又有了高等和低等的区别。高等骑士（Sieur）可以参加授予仪式（由国王用剑触碰该骑士的头和肩膀，使其成为一名骑士），而低等骑士不能。

## 头衔，爵位和等级
法国贵族们有两种头衔，一种是个人的等级，另一种和自己的封地相挂钩，被称为封地头衔（fiefs de dignité）。
在旧制度中，不同的头衔之间没有太大的差距（除了公爵，因为公爵常常是和法兰西贵族的特权紧密联系的，其中包括相对于其他有头衔的贵族的优先权）。法国贵族内部的阶级是建立在时间之上的：出自于一个十四世纪以来就是贵族世家的伯爵比一位家族只能追溯到十五世纪的侯爵来得更为尊贵。王宫内贵族的次序基于那个家族的“资历”（ancienneté）、“联姻”（alliances）、“职位”（hommages）和“名誉”（illustrations）。
- 头衔：
  - 国王（Roi）
  - 外藩亲王（Prince étranger）
  - 公爵（Duc）：公爵领地（duché，这是一种封建财产，而非一个独立的国家）的拥有者，并有国王的承认。
  - 亲王（Prince）：亲王领地（principauté）的拥有者。持有这种头衔大都是因为家庭传统，且在宫廷中被当作是一种礼称—常常由那些重要的公爵们的长子持有。头衔中的亲王不可以与等级中的亲王混为一谈。因为血缘亲王（prince du Sang）、归宗亲王（princes légitimés）和外藩亲王（prince étranger）极高的地位来自于他们与国王的血缘关系。
  - 侯爵（marquis）：侯爵领地（marquisat）的拥有者，但常会被当作是自封的礼称。
  - 伯爵（Comte）：伯爵领地（comté）的拥有者，或是自封的礼称。
  - 子爵（Vicomte）： 子爵领地（vicomté）的拥有者 ，或是自封的礼称。
  - 男爵（Baron）：男爵领地（baronnie）的拥有者 ，或是自封的礼称。
  - 主教代理官（英语：Vidame）：一个少见的头衔，通常会和教区名一同出现 。沙特尔主教代理官（英语：Vidame de Chartres）就是一个著名的例子。
- 等级：
  - 法兰西王子（Fils de France）：国王的儿子或王太子。
  - 法兰西王孙（Petit-fils de France）：国王的男系孙辈。
  - 血缘亲王（Prince du Sang）：亦称王族。他们虽然与国王关系疏远，但却是国王合法的男性后裔。
  - 法兰西贵族（Pair de France）：这种等级起初只会授予给一些主教、王族、外藩亲王和归宗亲王，而这些人通常是王国内最古老、最有权势的家族的族长。最终，这种贵族身份就大都和公爵的头衔一起授予给他们（比如公爵贵族，“Duc et Pair”）。渐渐地，这类贵族等级的授予最终变成了对个人杰出的军事或外交功绩的嘉奖，但国王也会因为宠幸某人而授予他这种等级（比如宠臣（英语：Les Mignons））。这些贵族有权出席巴黎高等法院，那是整个最重要的司法法院。
  - 归宗亲王（Prince légitimé）：合法化私生子（英语：Royal bastard）或者是国王的男性后裔。具体的等级取决于国王的喜好。
  - 外藩亲王（Prince étranger）：归化加入法国宫廷的外国王室成员，比如克萊沃、洛汗（英语：Rohan (family)）、拉圖多韋爾尼（英语：House of la Tour d’Auvergne）和洛林。
  - 骑士侍从（英语：Esquire）（Écuyer，字面意思为持盾者）：特定的贵族等级中最低的一级，大多数无头衔的贵族都属于这一级；在一些特定的地区里，他们也被称为近侍（valet）或是贵族人（noble homme）。
  - 绅士（Gentilhomme）：非特定的贵族等级中最低的一级。
  - 领主（Seigneur）：指一些没有头衔也没有等级，但拥有封建地产的人。这暗示着这些封建地产上附属着一些特定的贵族权利，尽管这并不意味这些拥有者也是贵族，尤其是17世纪之后。
  - 私生子（Bâtard）：受到承认的贵族私生子。他们通常不能继承头衔（在任何婚生子存在的情况下），但可以担任他们父亲的随从。私生子或私生女一般会被嫁到结盟或附属的家族里去，以此来加强家族间的纽带。

在法国，贵族姓氏助词（la particule）“德”（de）的用法并没有受到严格的控制（不像德意志各邦所用的“冯”，von），而且这也不是持有者拥有贵族身份的可靠证据。在某些小教区里，从商人到铁匠，每一个平民在教堂登记的名字里都有一个“德”。在十八、十九世纪，大多数平民的名字里都带上了一个“德”（比如奥诺雷·德·巴尔扎克或热拉尔·德·内瓦尔），来让他们的名字看起来像一个贵族。这种方法得到了很多公务员的认可。他们起初被人嘲笑，但在几代之内就被认同了。现在，90%的名字中有“德”的人都不是贵族。一些正统的贵族名字里甚至没有这种贵族姓氏助词。
贵族的每一个等级—王子、亲王、属于王室旁系的亲王（王族）、公爵、侯爵、伯爵、子爵、男爵等等—都有属于那个阶级的特权：比如，公爵就可以坐着马车进入王室居所；公爵夫人则可以在皇后在场的情况下坐在一张矮凳上。法国的公爵—亲王之后最重要的贵族—则被分为公爵贵族（Duc et Pair）和公爵。后者又被分为没有得到国王赐予的封地的公爵和国王的封爵敕令没有经过巴黎高等法院注册的公爵。

贵族的等级又随着骑士团的出现而变得更加复杂—亨利三世在1578年设立了圣灵骑士团（Chevaliers du Saint-Esprit），路易十一在1469年设立了圣弥额尔骑士团，路易十四在1696年设立了圣路易骑士团（Order of Saint Louis）—再加上政府中的职位和王室中的职位（法国王室职位），比如王室内务大总管（grand maître de la garde-robe）或是王室面包大总管（grand panetier）。这些职位虽然有名无实，但其中的特权仍然存在。所以在十七、十八世纪，普通贵族和穿袍贵族为了获得国王的宠幸和这些职位，不惜大打出手。
在凡尔赛宫参加国王的晨起仪式（小型且私人的此类仪式被称为petit lever du roi，更加正式的这种仪式被称为grand lever du roi）、被要求跨过国王的床前的栅栏、被邀请去和国王交谈和被国王提起等等事项都是得到国王宠幸的象征。

## 经济状况
有关法国贵族的研究揭露了贵族们在经济状况方面有着巨大的不同。在十八世纪末，一个家境较好的贵族家庭的收入在每年100,000到150,000里弗尔之间，尽管最有声望的贵族家族的收入可以达到前者的两到三倍。而对于外省的贵族来说，一年10,000里弗尔的收入就能够保证最低标准的奢侈生活了，但大多数贵族挣不到这么多钱 。贵族生活高昂的开销、金融危机和无法在不失去贵族身份的情况下从事一些工作导致了这些贵族的贫穷。
在十八世纪，乡村贵族布兰维利耶伯爵断定法国贵族都是战胜的法兰克人的后代，而平民则是被征服的高卢人的后代。这一理论毫无证据，但给那些贫穷的贵族们提供了不少安慰。

## 贵族准则
贵族的标准在十六和十七世纪经历了很大的变化。随着意大利文艺复兴思想和完美廷臣的概念（巴尔达萨雷·卡斯蒂利奥内）的传播，无礼的军人阶级被重新塑造成了所谓的尚礼君子（l’honnête homme）。对于这些人来说，首要的美德是雄辩、善舞、礼貌、对艺术的鉴赏力和对知识的好奇心、聪明才智、对爱情具有柏拉图式的态度以及写诗的能力。而贵族最重要的价值观就是对荣耀（la gloire）、君权（la grandeur）以及公开展示权力、威望和奢华的热爱举个例子，现在读者会觉得皮埃尔·高乃依剧中的贵族英雄的行为自负、违法或是傲慢；但当时的贵族读者则认为那是他们贵族价值观的表现。
凡尔赛宫、宫廷芭蕾舞团、贵族的画像和凯旋门都是荣耀和威望的象征。荣耀（军事或艺术上）的观念可以追溯到过去的罗马帝国；贵族阶级并没有将荣耀视为虚荣无用之物，而是把它当作是一种道德要件。贵族们必须遇事慷慨，对待敌人宽宏大量，且处理事务要公平公正（因为他们的地位要求他们这么做– 即贵族义务（noblesse oblige）–并且不期望有经济或政治收益），以及控制好自己的情绪，尤其是恐惧、妒忌和复仇的欲望。一个人在世界中的地位需要适当的炫耀性消费的修饰。贵族们宁可负债累累，也要修建城市豪宅（hôtels particuliers）并购买衣物、画作、银器和其他可以装饰他们等级的物品。他们也需要通过举办奢华的派对和资助艺术家来表现出自己的慷慨大方。
相反地，喜欢交际、打扮的像一个贵族的暴发户（比如佩剑）便被各种非难，有时是法律上的非难。禁止资产阶级穿着奢侈的法律在中世纪就有了。
十七世纪中期，传统的贵族价值观渐渐地受到了批评：举个例子，布莱兹·帕斯卡就写了一篇文章分析了权力的展示；弗朗索瓦·德·拉罗什富科则认为人类所做的事—无论看上去有多么慷慨—都不是公平公正的。
十七世纪八十年代，路易十四将法国宫廷搬到凡尔赛宫，进一步更改了贵族的职能。凡尔赛宫成了一个镀金的鸟笼：对贵族来说，离开则意味着灾难，因为所有的官职任命和变动都是在那里作出的。拒绝加入凡尔赛体系的外省贵族便被重要的军职或官职拒之门外，加上拿不到王家津贴（也无法依靠庄园的收入来维持自己贵族的生活），这些乡村贵族（hobereaux）常常债台高筑。一种严格的礼仪制度被强加在贵族的头上：国王的一瞥或是一句话可以成就或是摧毁一个人的一生。同时，将宫廷移到凡尔赛也是路易十四的天才之举。将贵族的注意力转移到宫廷生活和日常的琐事上，他摧毁了对自己权威的的威胁，并移去了法国中央集权的最大障碍。

## 权力和抗议
在路易十四将自己的意志强加到贵族身上之前，法国的大家族经常宣称反抗王权的滥用是他们的基本权利。法国宗教战争、投石党乱和查理八世、奥地利的安妮和玛丽·德·美第奇统治时期的的社会动荡都和中央集权的加强以及这种基本权利的丧失有联系。
1685年南特敕令撤销之后，大量的新教徒贵族家庭移居国外，这导致他们失去了自己在法国的土地。在法国的某些地区，大部分的贵族都是新教徒，而他们的出走几乎清空了当地的贵族阶级。一些移居贵族最后则融入了移居国的贵族阶级之中。
在社会动荡时期，贵族的权力大多来自于他们的侍从体系（clientèle system）。和国王一样，贵族将封地的使用权、礼物和其他形式的资助授予给其他的贵族，以此来发展一个巨大的侍从贵族系统。次要的家族会将他们的孩子们送去当骑士侍从和贵族家庭的成员，并学习宫廷的社交技能和纹章。
通过将侍从体系的焦点转向国王和国家，并創造出与贵族相抗衡的力量（资产阶级和穿袍贵族），旧制度得以升华。在十七世纪晚期，不管是直率还是含蓄，任何对王权作出抗议的行为都是大不敬，且会被严厉镇压。

## 法国大革命时期贵族制度的废除

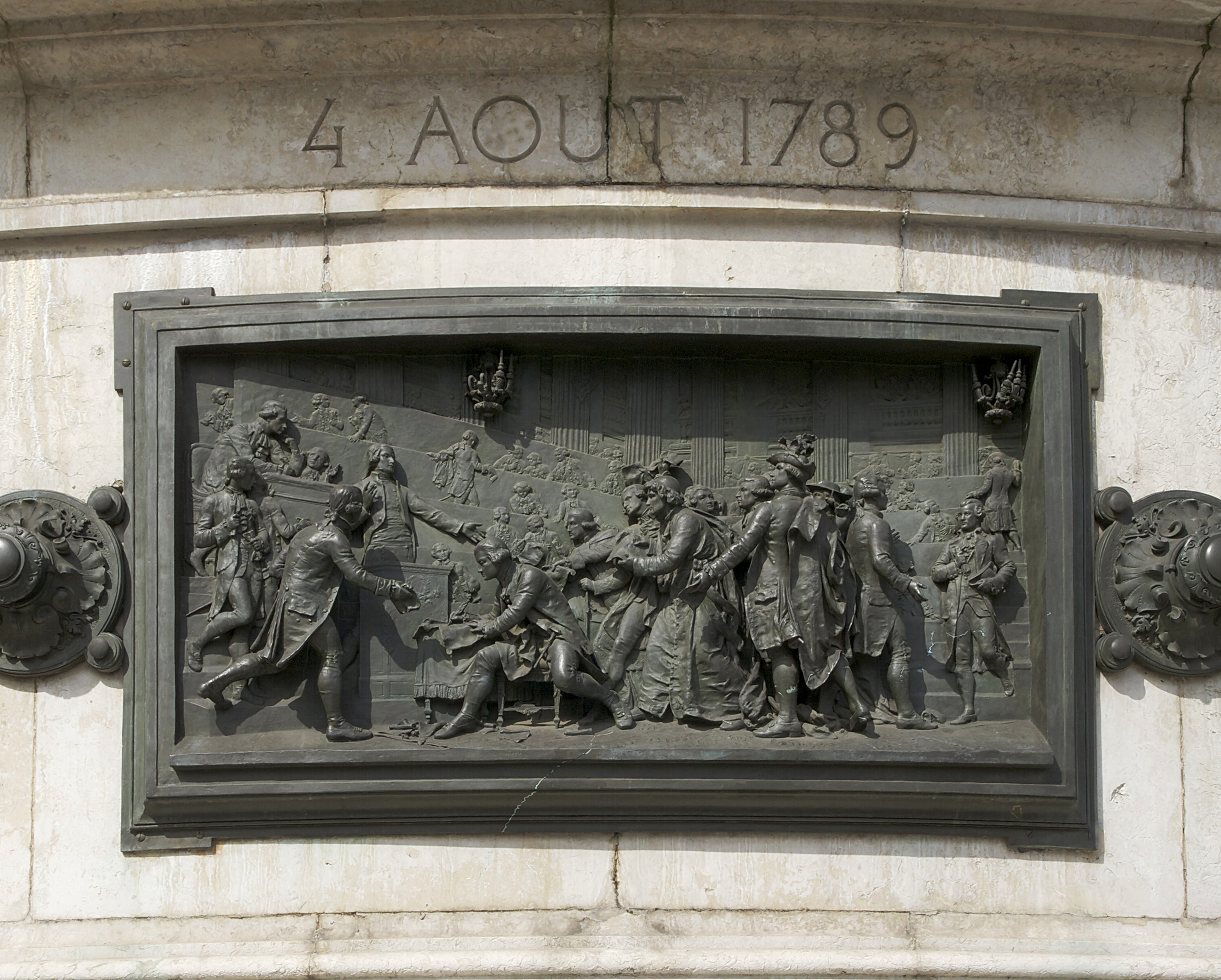
特权的废除

1789年8月4日，法国大革命初期，国民制宪议会废除了平民需要上交给贵族的各种苛捐杂税，比如庄园制度中的器物使用费。贵族拥有的土地失去了作为封地的特殊地位，而他们自身也失去了种种特权，从而要像平民们一样缴税了，但他们仍然可以保留自己的头衔。这些变革并没有立即实施，因为实施这些措施的法令需要在各省被起草、签署并公布，这导致一些地方的贵族直到1791年还在使用着自己的特权。
尽管如此，被认为是契约性（即地主和佃户之间的土地契约）年租金（比如“cens”和“champart”）或是欠贵族的钱还是需要佃户自己偿还，这样他们才能拥有明确的土地所有权。由于贵族的封建特权被称为封建统治者权（droits de feodalité dominante），所以这种权利便被称为封建共同契约人权（droits de féodalité contractante）。1790年5月3日定下的地契的价格是年租金的二十倍，如果那块土地有产出，那么就是二十五倍；农民们也需要偿还过去三十年中没有支付的债款。由于普通的农民没有信用系统去贷款，所以只有生活富裕的人才能用到这条规定。这导致富裕的农民和中产阶级成员购入了大量的土地，从而变成了新一代的地主，并让佃农和一些穷困的农民在他们的土地上工作。
议会在1789年8月26日投票通过了人权和公民权宣言，但贵族的废除并没有同时发生。宣言在第一条中就宣布“人生来自由，且在权利方面平等；社会差别只存在于公共利益的基础之上。”直到1790年6月19日，贵族的世袭头衔才被彻底废除。平等和博爱的观念说服了许多贵族，其中包括拉法耶特侯爵，他也开始支持在法律上废除对贵族的承认。自由派的其他贵族之前虽然热情地放弃了自己的特权，但现在则将此举视为是对荣耀价值观的攻击。

## 革命后的贵族
贵族和世袭的头衔在1789年和1848年革命中被废除了，但世袭头衔则在1852年通过法令被恢复了。但在1875年之后，法国总统既没有批准也没有授予过头衔（总统办公室仍然允许使用一些特定的外国头衔），但法国政府会证实这些头衔；民事法庭会保护这些头衔；而刑事法院则会起诉这些头衔的滥用行为。
波旁复辟后，旧贵族重新开始掌权（极端保皇党则高呼着归还他们失去的土地）。1817年的选举法将选民限制到最富有、最有声望的人中（不到人口的0.5%），其中包括了许多旧贵族。
拿破仑·波拿巴在第一帝国时期建立了他自己的世袭头衔体系，即使在他被推翻后，这些新贵族的头衔也有法律的保护。拿破仑一世总共创造了2200个头衔：
- 亲王与公爵：
  - 皇室亲王
    - 帝国王子（princes impériaux）（1名，即拿破仑二世）
    - 法兰西亲王（princes français）（8名）

  - 至上亲王（princes souverains）（3名）
  - 胜利亲王 （4名）
  - 大封地公爵（duchés grands-fiefs）（20名）
  - 胜利公爵（10名）
  - 普通的公爵（3名）

- 伯爵（251名）

- 男爵（1516名）

- 骑士（385名）

1975年，法国只剩下239个源自于第一帝国的贵族家族。其中可能只有130-140个贵族家族是有头衔的，且只有七个拥有公爵头衔的家族和一个拥有亲王头衔的家族。
拿破仑也在1802年建立了一个新的骑士团，即荣誉军团。今日，这个骑士团依旧存在，但成员并非世袭。通过法令，拿破仑还规定只要有连续三代人是荣誉军团的团员，那么这个家族就能获得骑士头衔。有一些家族达到了这个标准，但由于这条法令作废，所以并没有获得骑士的头衔。
七月王朝时期，路易-菲利普一世保留了波旁复辟时期建起的贵族院，尽管他废除了世袭贵族，但还是授予了许多人没有贵族性质的世袭头衔。
1870年帝国垮台前，拿破仑三世的法兰西第二帝国也授予了一些世袭头衔。虽然法兰西第三共和国表面上重新恢复了大革命所支持的平等原则，但实际上，直到20世纪，上层阶级还坚持着社会差异（social distinction）的观念（比如，马塞尔·普鲁斯特书中贵族和贵族阶级的存在）。
贵族家族一战中损失惨重。据估计，有三分之一的贵族家族姓氏因为最后一名头衔持有者的死亡而消失。
在1789年人权宣言颁布前，法国宫廷认为贵族和全体公民的平等是不相容的。现在，人权宣言依旧是1958年宪法的一部分，而法国贵族在实际上已经被废除了。
现在，如果个人的头衔源自于法国王朝中的某个世袭头衔的话，那么这就会被当作是个人合法姓名的一部分，且能够根据他们的授予而传下去（但只能传给男性继承人）。这些头衔也能够像姓名一样得到民事和刑事法庭的保护，即使它们无法提供任何特权或是优先权（对比：联合王国贵族爵位）。但如果只是无根据的自称的话，那就没有办法成为自己合法姓名的一部分。头衔的管理由司法部实施，他们能够证实或允许头衔持有者在官方文件（比如出生证明）中合法使用自己的头衔。

## 象征
在法国，带有纹章的印戒（chevalière）并不是贵族的标志或者证明，因为成千上万的中产阶级家庭也被准许去登记并佩戴自己的纹章。印戒顶多是一种支持某些价值观、美德和文化的标志。
所有的贵族家族都有纹章。法国贵族男性在传统上会将印戒戴在左手的ring finger上，这与欧洲大多数国家的贵族的做法相反（他们将印戒戴在左手或右手的 little finger上，具体取决于那个国家的传统）；法国的女性则将印戒戴在自己的左手的little finger上。如果一个父亲没有自己的纹章，那么女儿有时就会戴上她们母亲的印戒，但儿子就不会。
佩戴印戒时，纹章可以朝上（en baise-main），也可以朝着手心（en bagarre）。现在，朝着手心的戴法越来越普遍，尽管对于一些贵族家庭来说，朝着手心的纹章在传统上是佩戴者已婚的意思。

### 旧制度
|  | 法国国王             |  | 法国王太子 |  | 法兰西王子           |  | 血缘亲王     |
|  | 公爵或法兰西贵族公爵 |  | 公爵       |  | 侯爵或法兰西贵族侯爵 |  | 侯爵         |
|  | 伯爵或法兰西贵族伯爵 |  | 伯爵       |  | 伯爵（旧版）         |  | 子爵         |
|  | 主教代理官           |  | 男爵       |  | 骑士冠               |  | 另一种骑士冠 |

### 拿破仑帝国
|  | 皇帝 |  | 帝国亲王 |  | 亲王 |  | 公爵                    |
|  | 伯爵 |  | 男爵     |  | 骑士 |  | 荣耀帽 Bonnet d'honneur |

### 七月王朝
|  | 法国国王 |

## 画廊

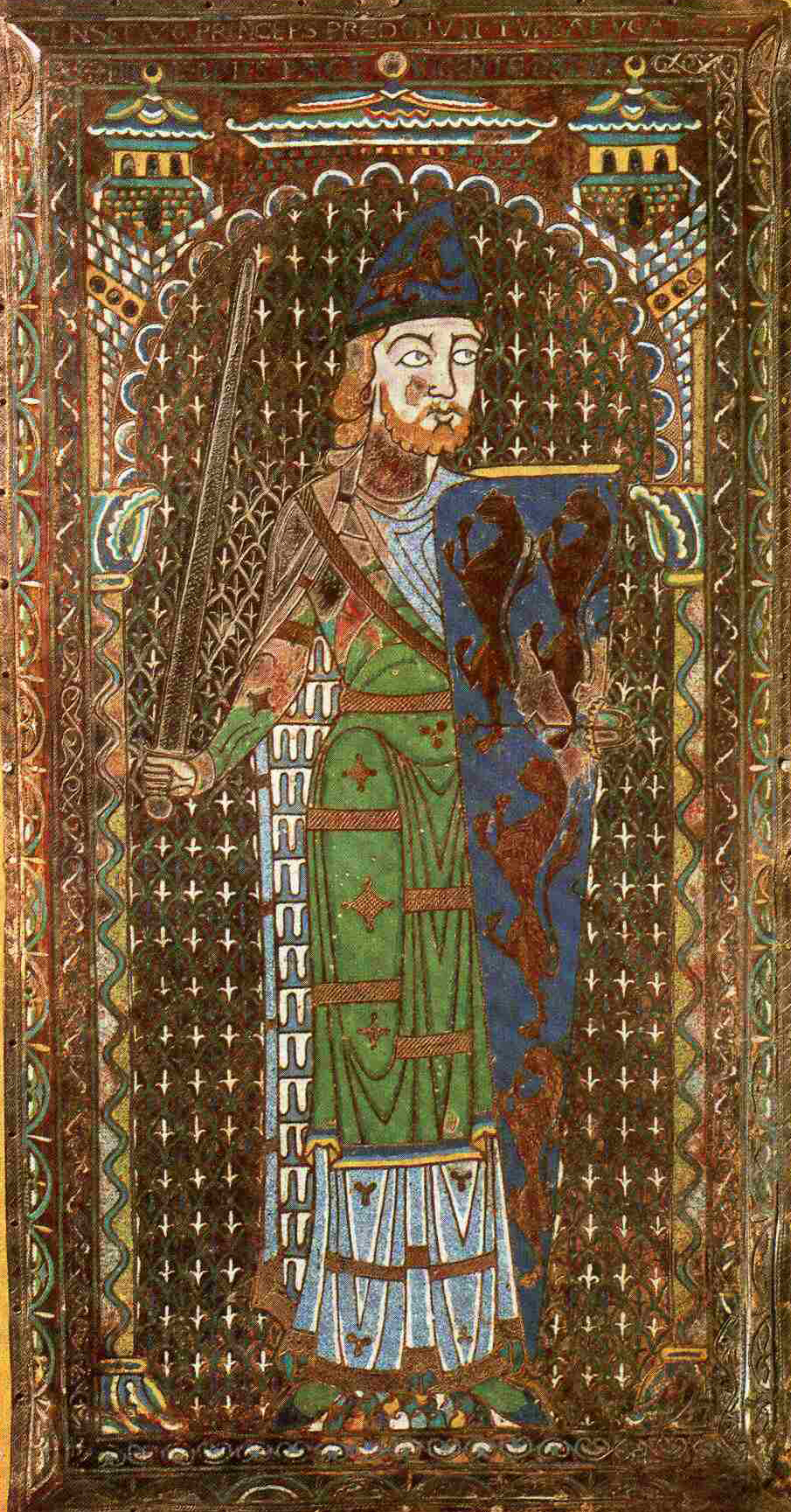
安茹公爵若弗鲁瓦五世（1113-1151）
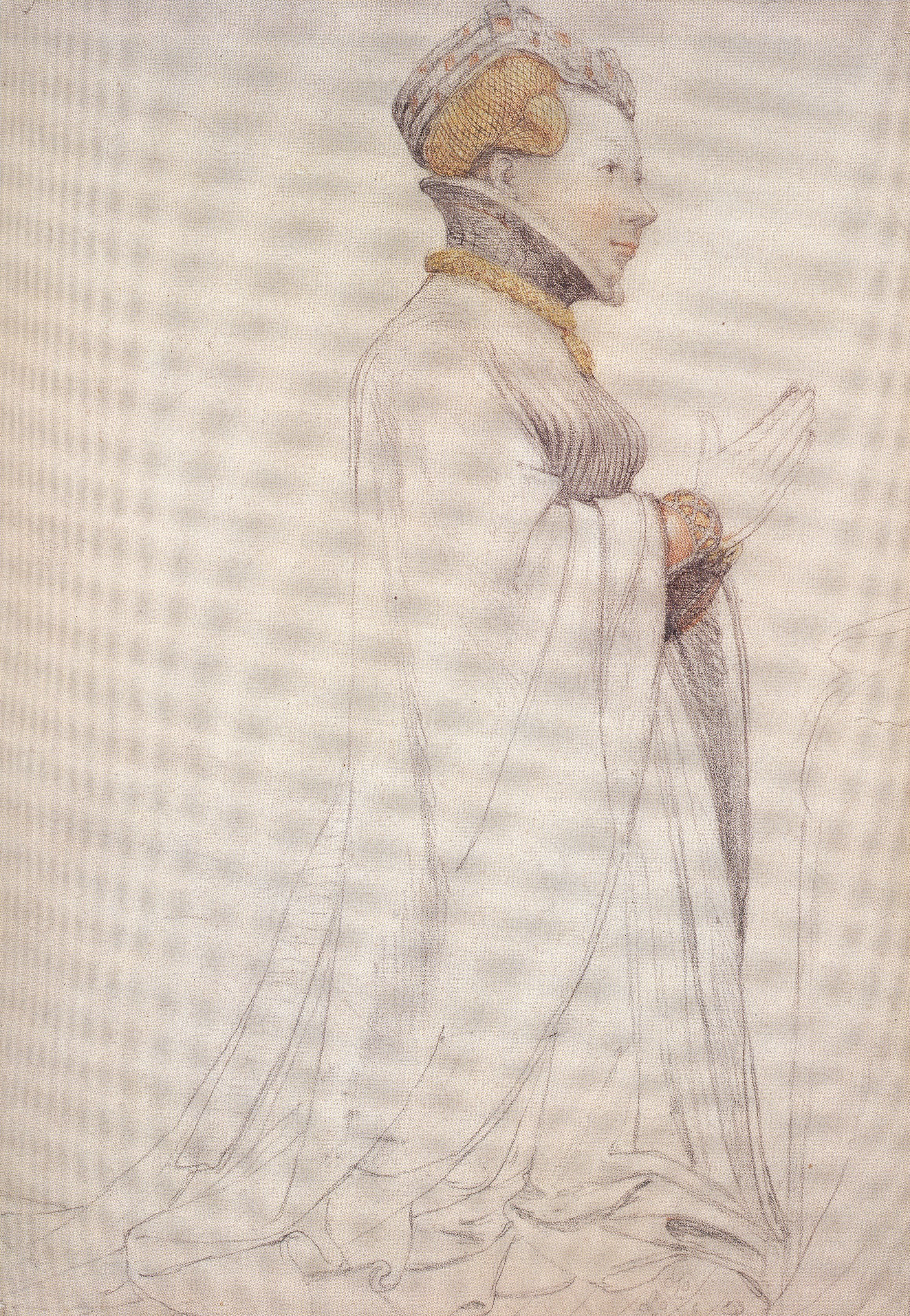
奥弗涅伯爵夫人琼二世（英语：Joan II, Countess of Auvergne）（1378-1424）
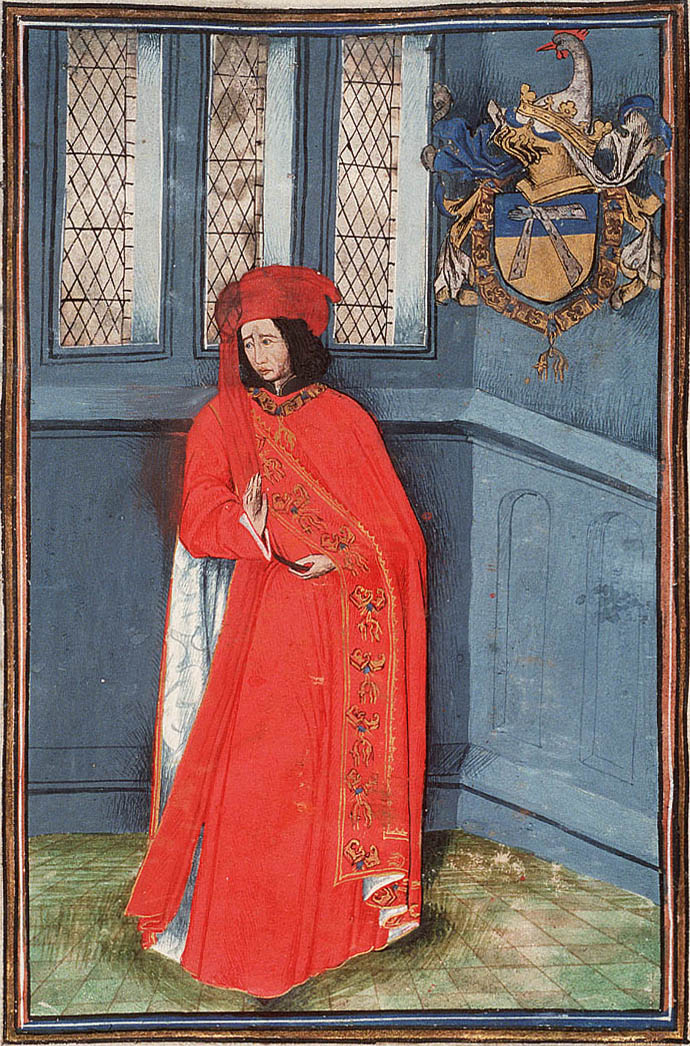
简·德·维利耶·德·利勒-亚当（英语：Jean de Villiers de L’Isle-Adam）（1384-1437）
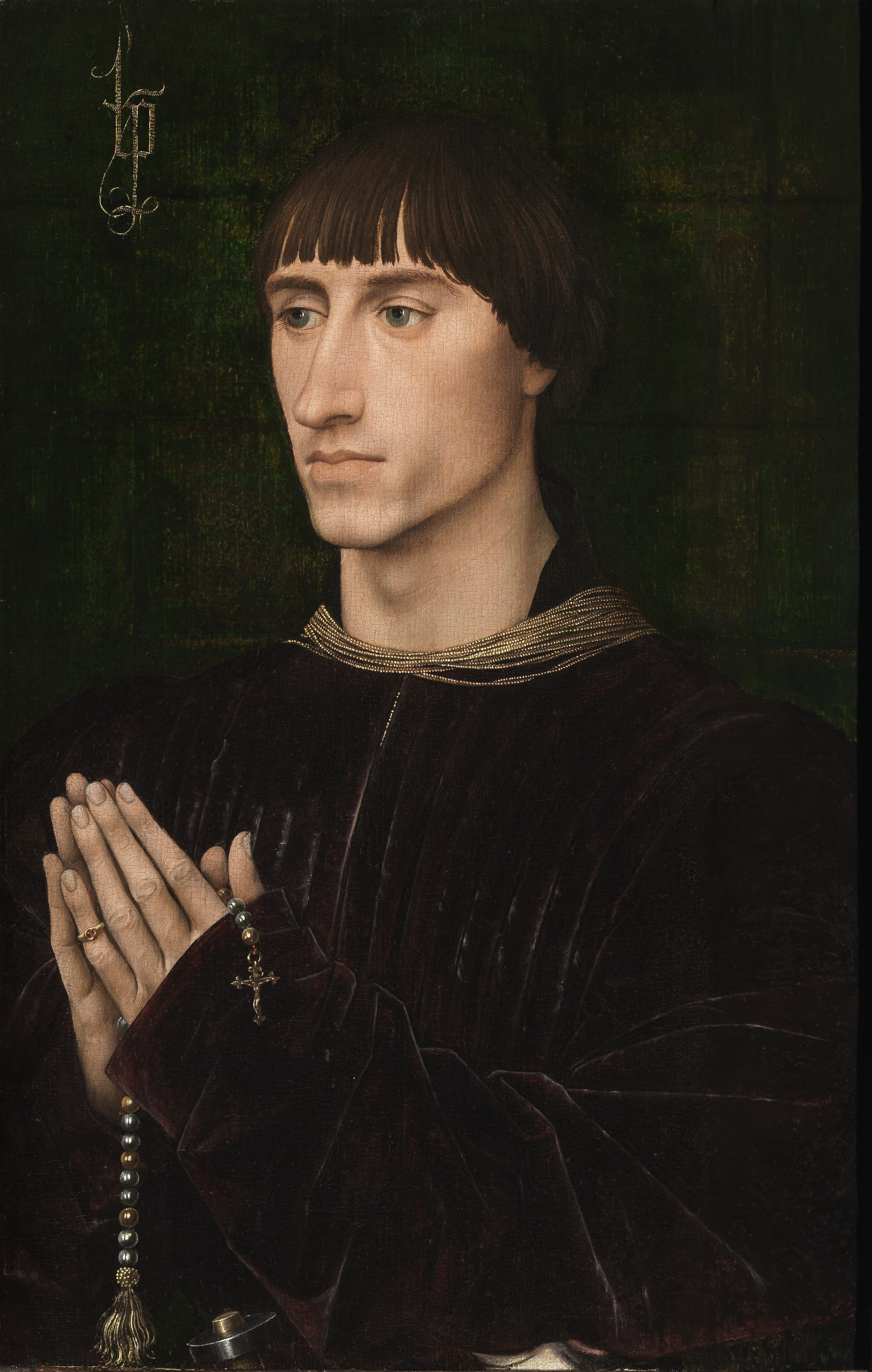
菲利普·德·克洛伊一世（英语：Philip I de Croÿ）（1435–1511）
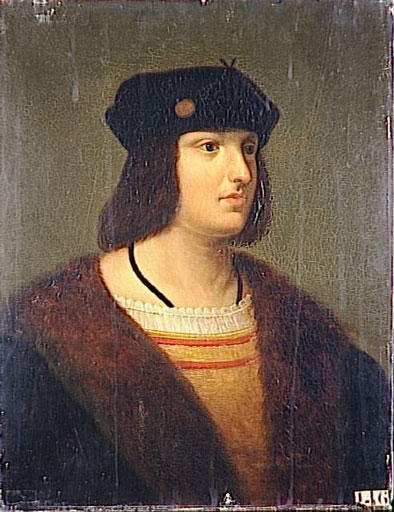
内穆尔公爵路易·德·阿马尼亚克（英语：Louis d'Armagnac, Duke of Nemours）（1472-1503）
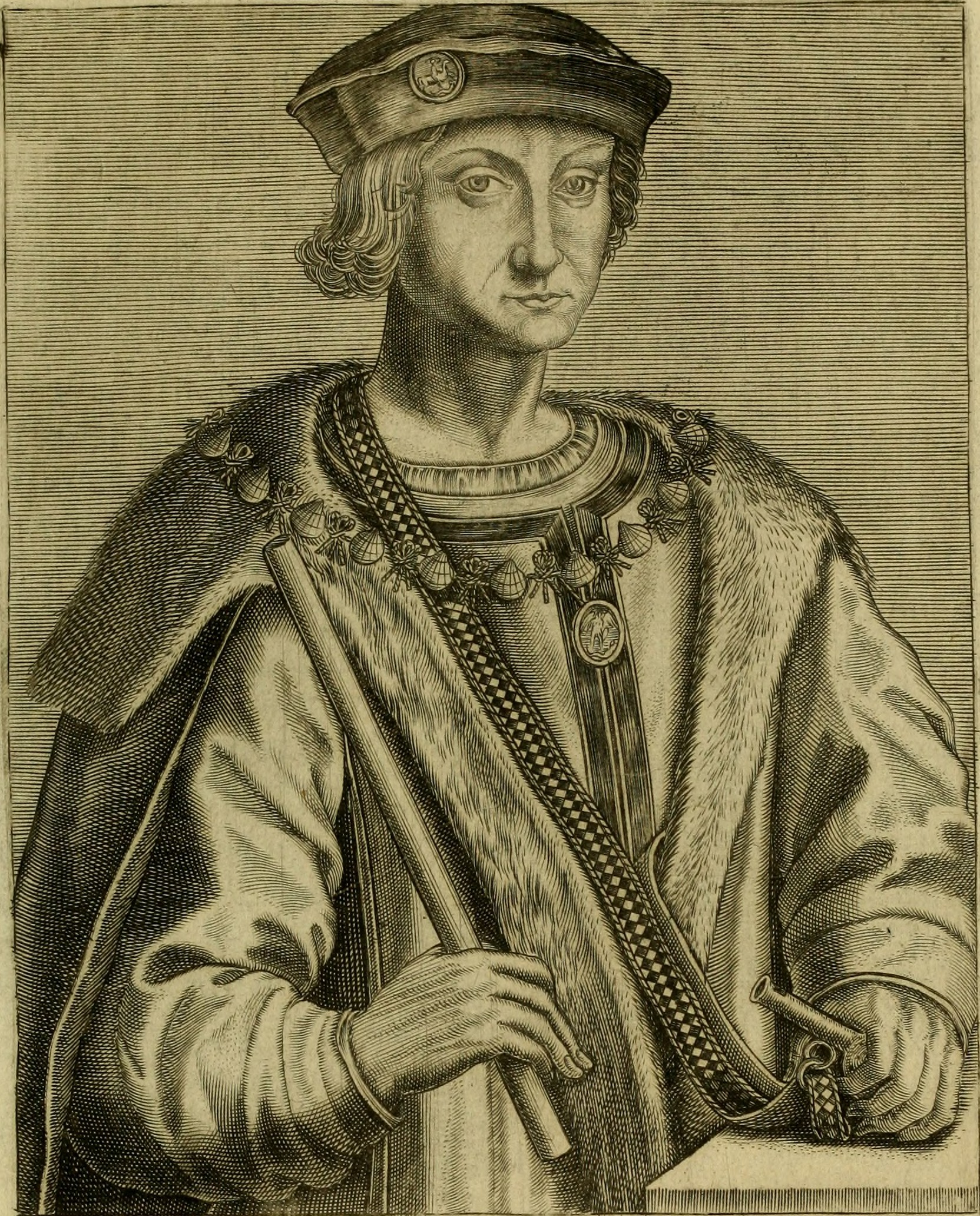
查理·当布瓦斯二世（英语：Charles II d’Amboise）（1473-1511）
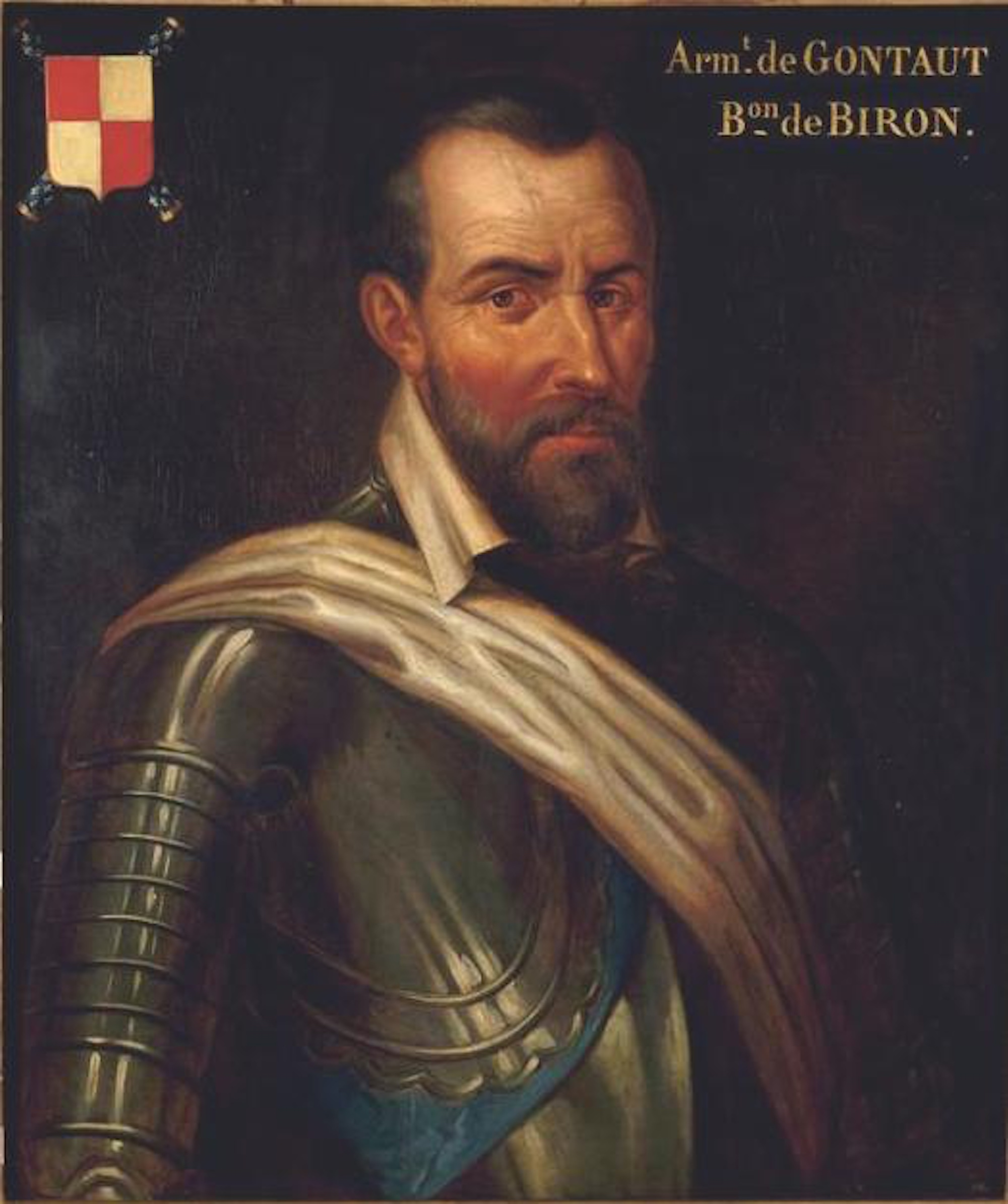
比隆男爵阿尔芒·德·孔陶（1524-1592）
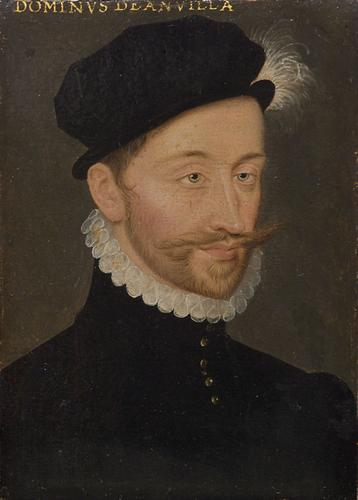
蒙莫朗西公爵亨利一世（1534-1614）
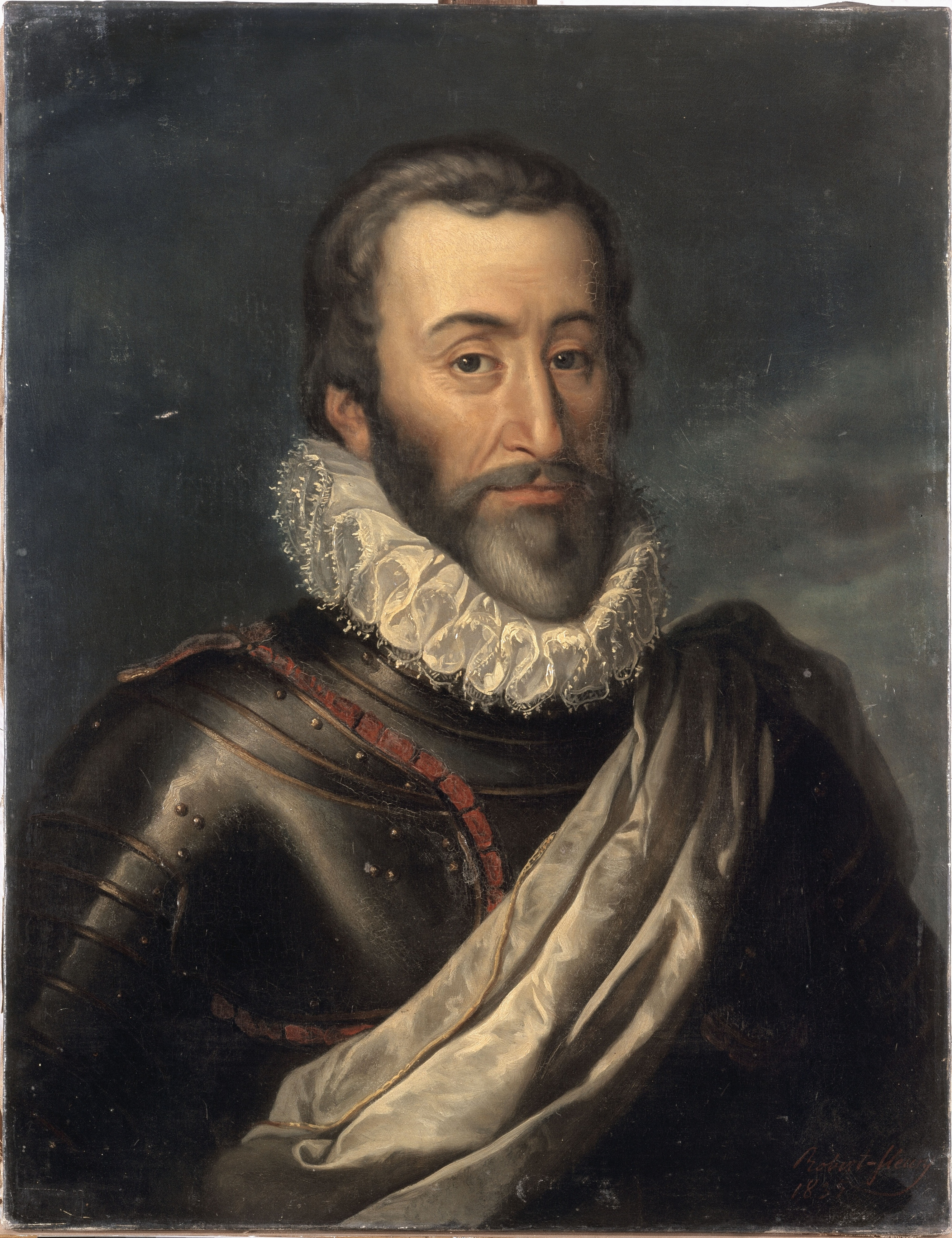
莱迪吉耶尔公爵弗朗索瓦·德·本内 （1543-1626）
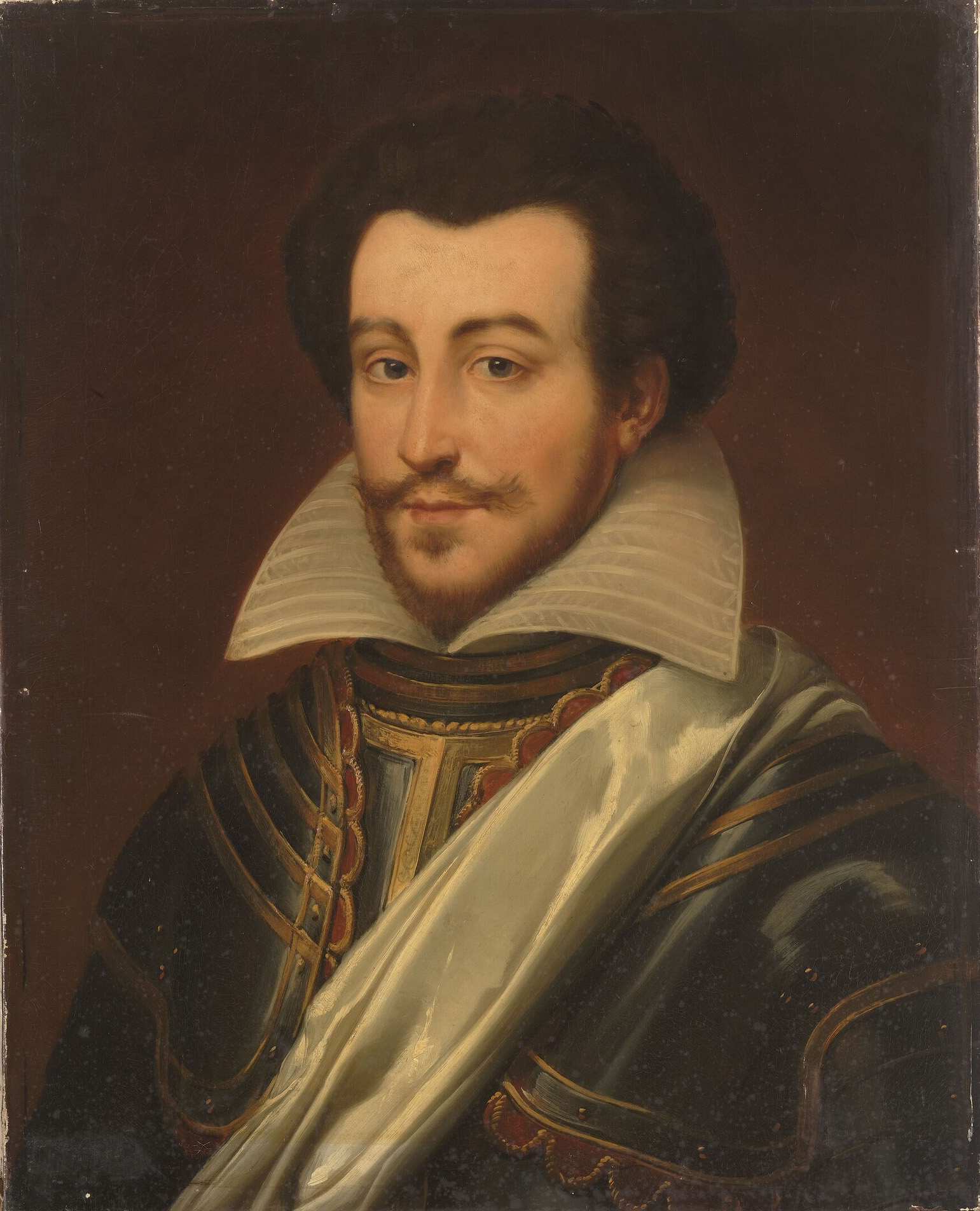
克劳德·德·拉·特雷莫耶（英语：Claude de La Trémoille）（1566-1604）
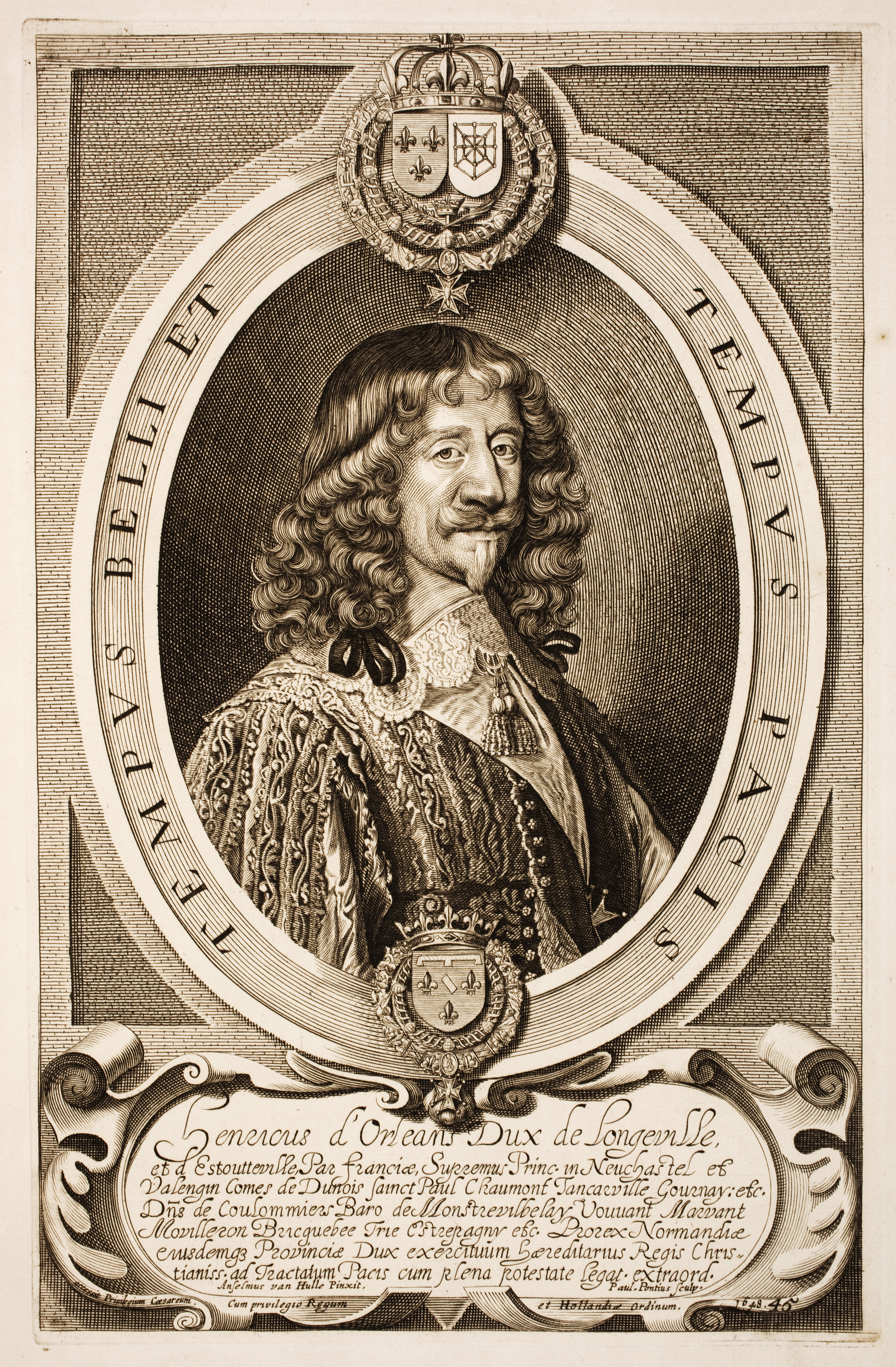
隆格维尔公爵 （1595-1663）
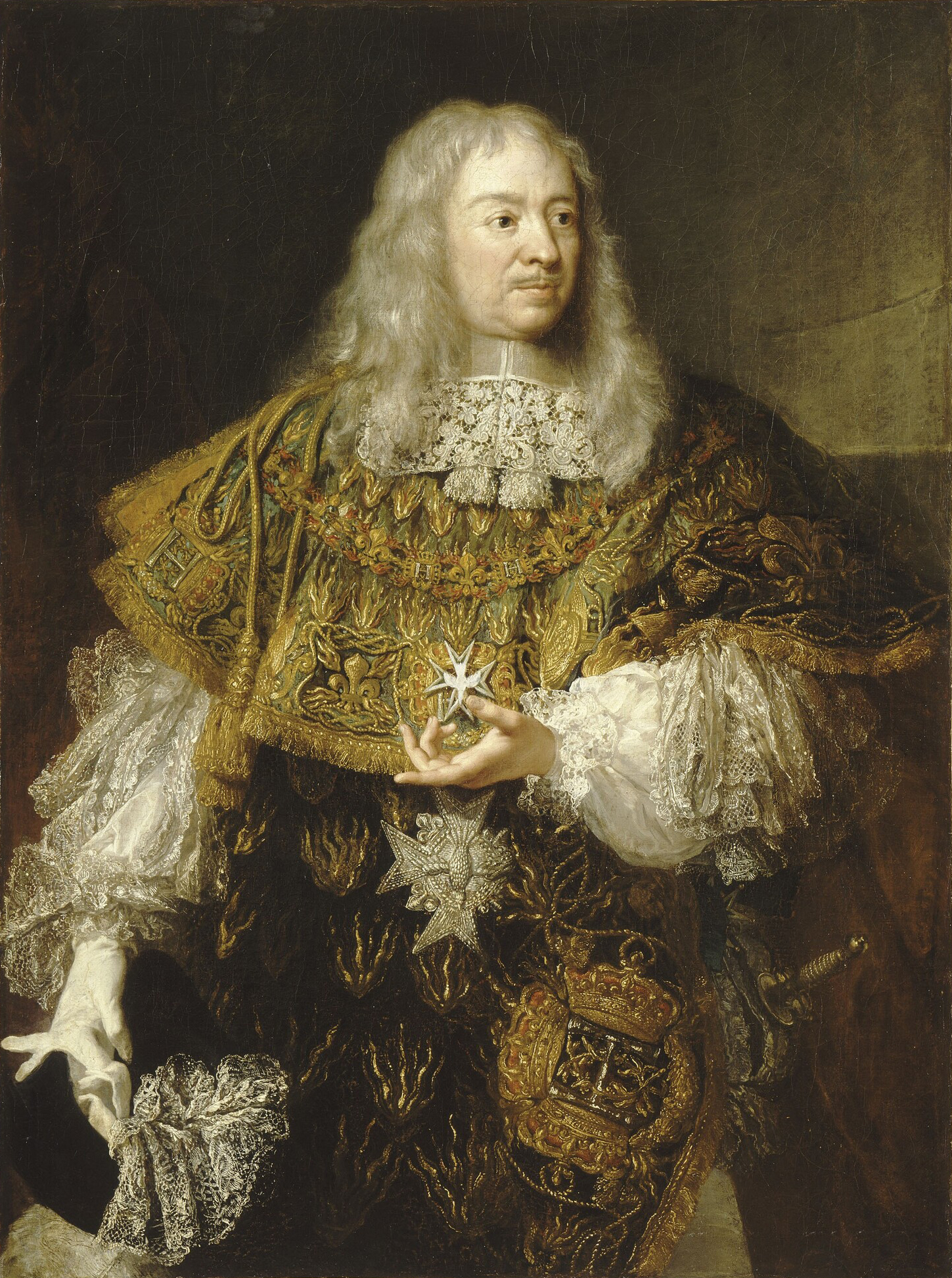
加百列·德·罗什舒阿尔·德·莫特马（英语：Gabriel de Rochechouart de Mortemart）（1600-1675）
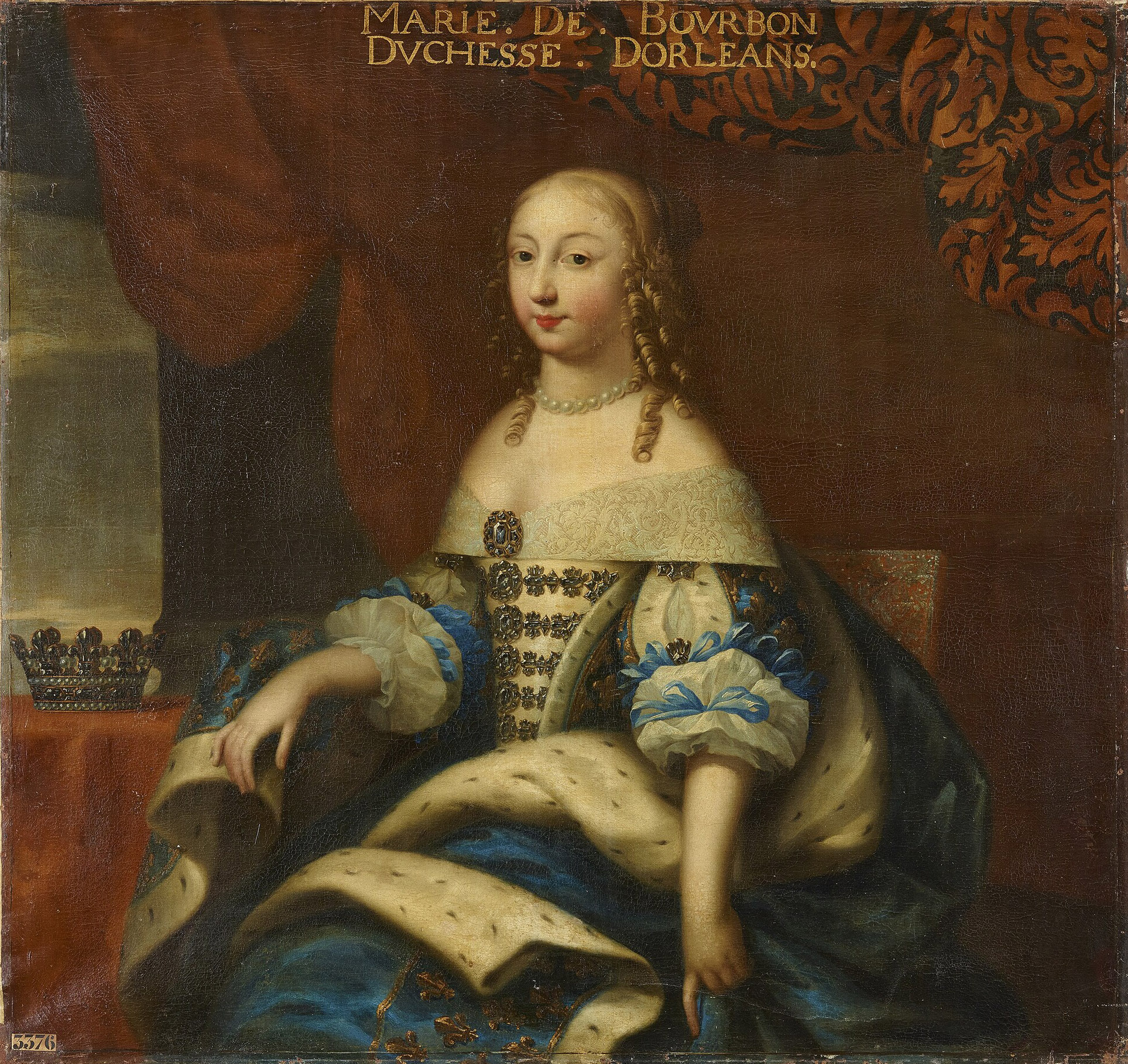
蒙特庞谢公爵夫人玛丽·德·波旁（英语：Marie de Bourbon, Duchess of Montpensier）（1605-1627）
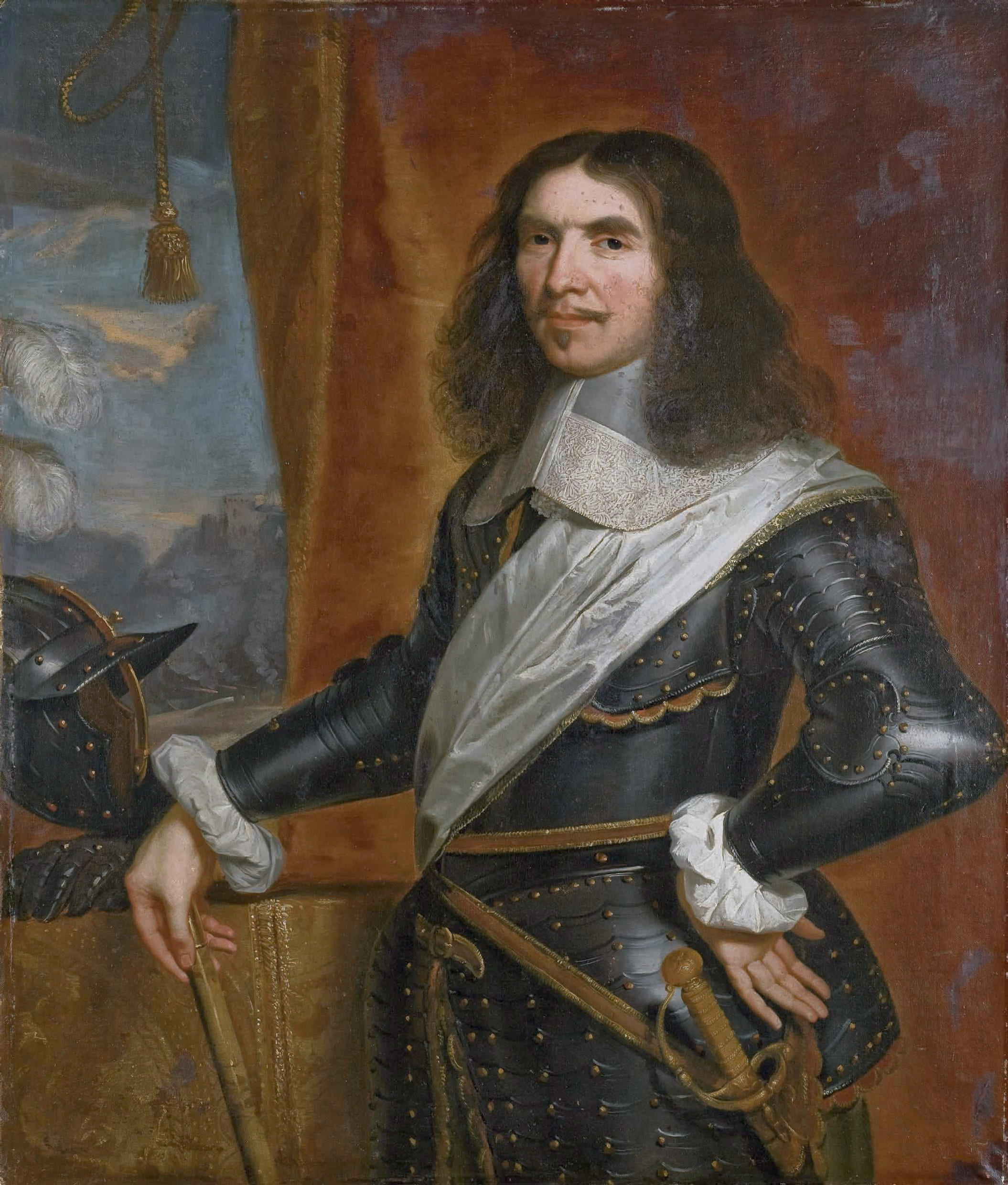
蒂雷納子爵（1611–1675）
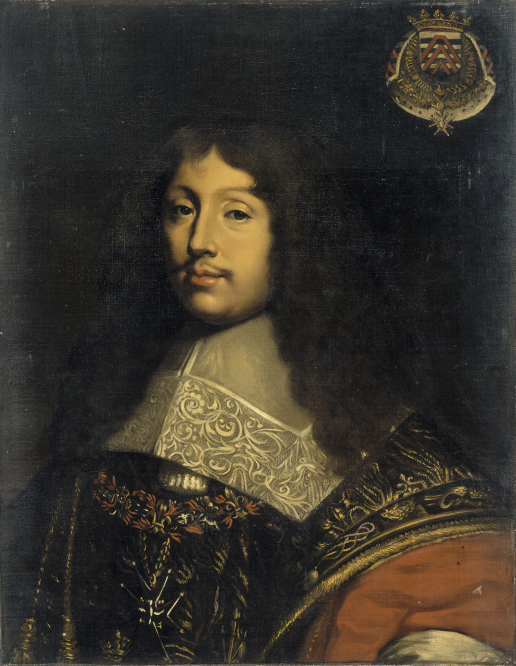
弗朗索瓦·德·拉罗什富科（1613–1680）
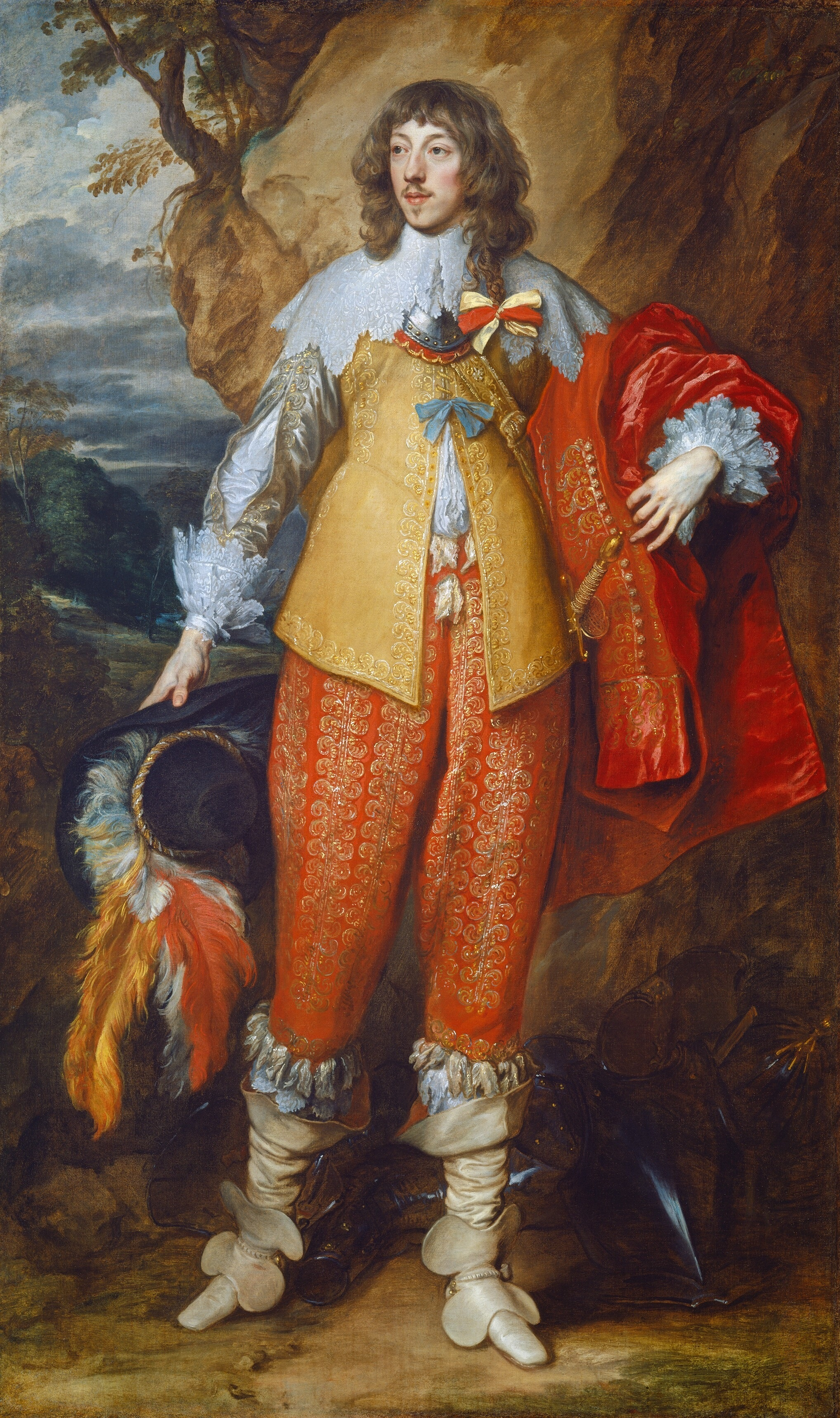
吉斯公爵亨利二世（英语：Henry II, Duke of Guise）（1614-1664）
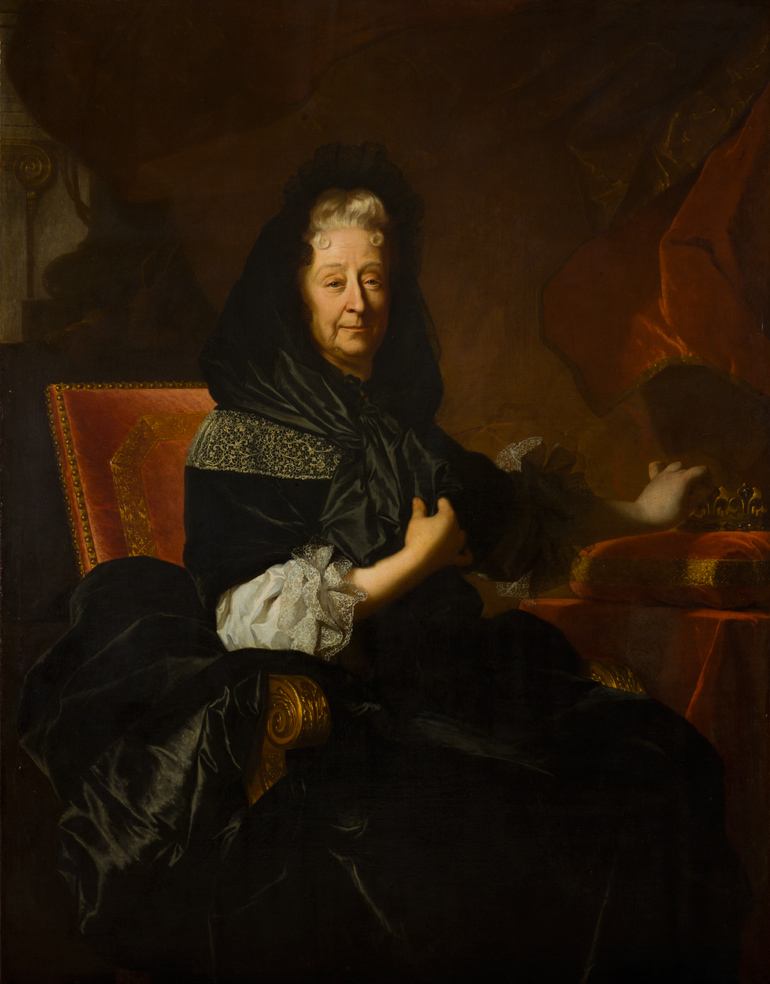
玛丽·德·那慕尔（英语：Marie d’Orléans-Longueville）（1625–1707）
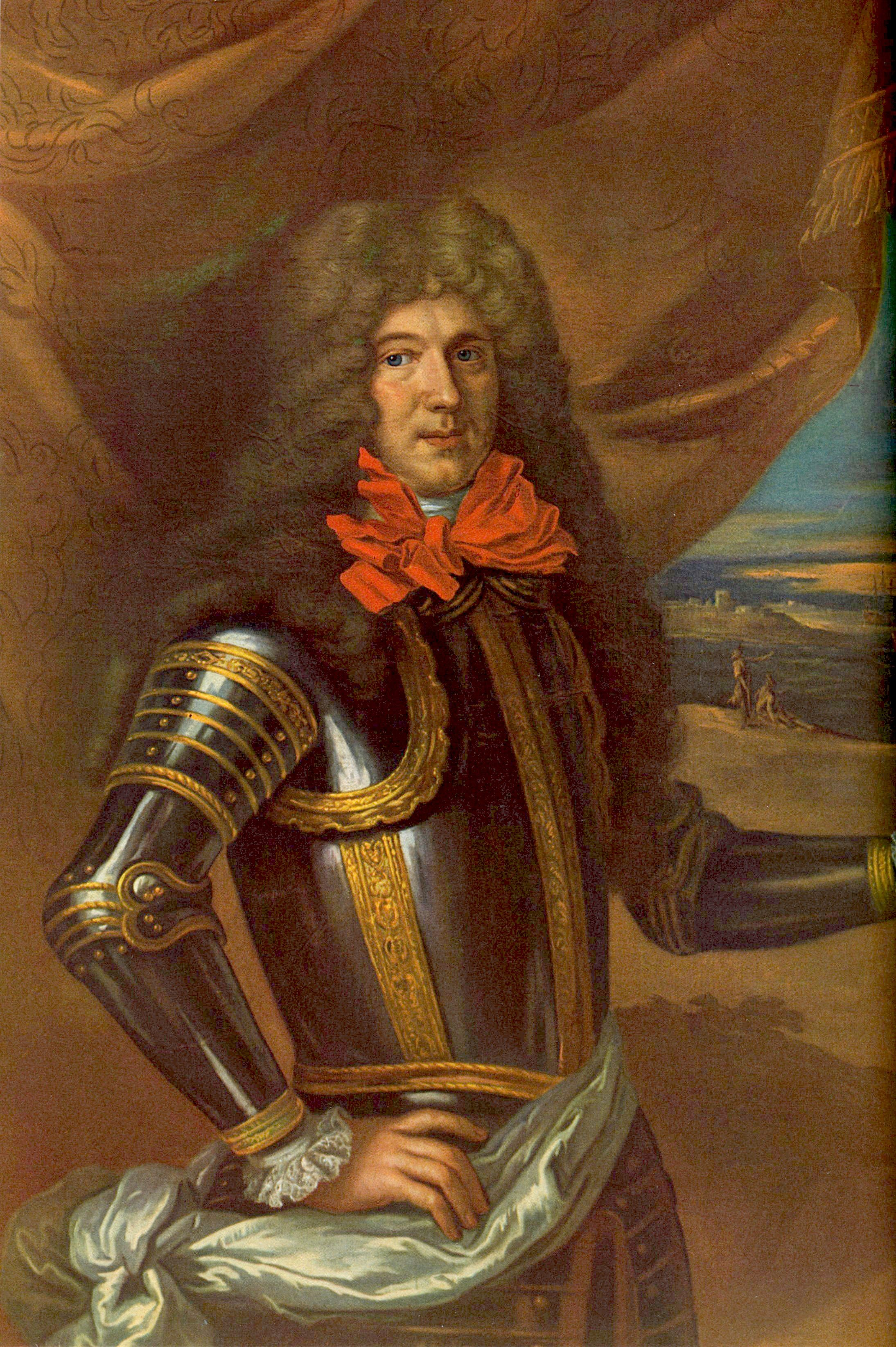
图尔维尔（1642–1701）
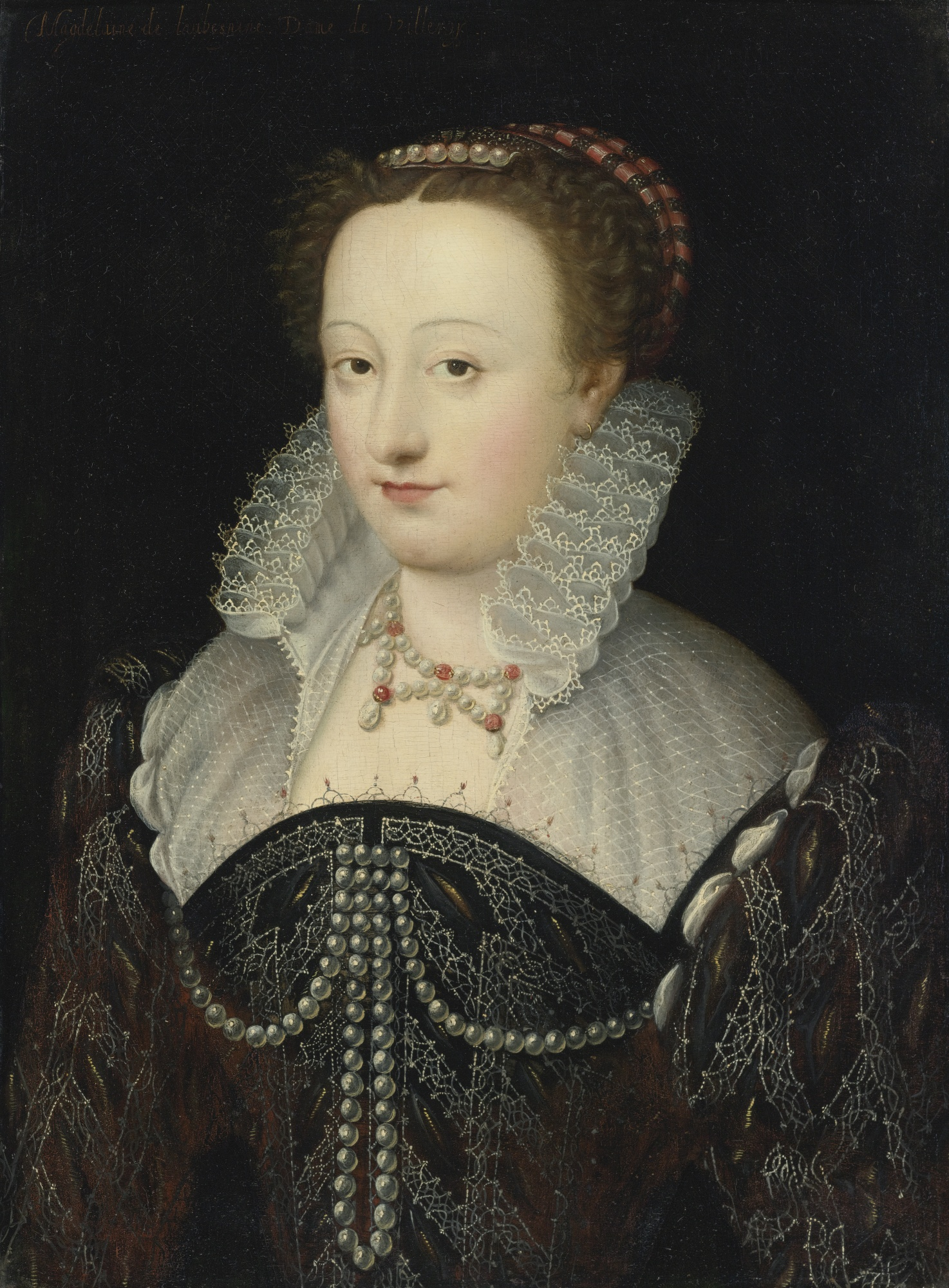
玛德莲·德·劳贝斯平（英语：Madeleine de l’Aubespine）（1646-1696）
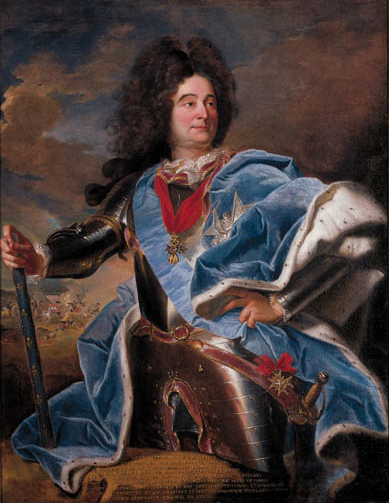
克洛德·路易·赫克托尔·德·维拉尔（1653–1734）
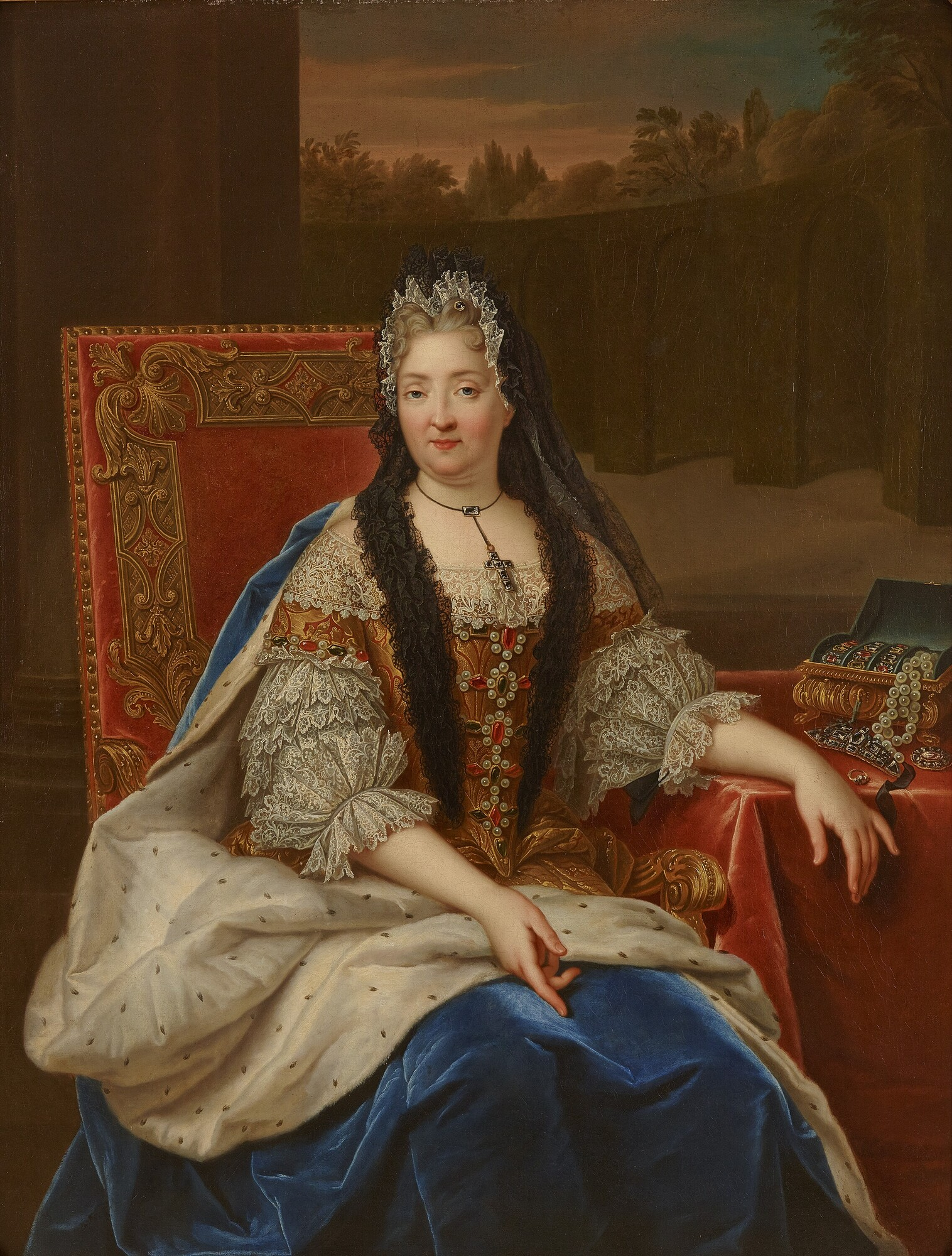
文塔杜尔夫人（英语：Madame de Ventadour）（1654-1755）
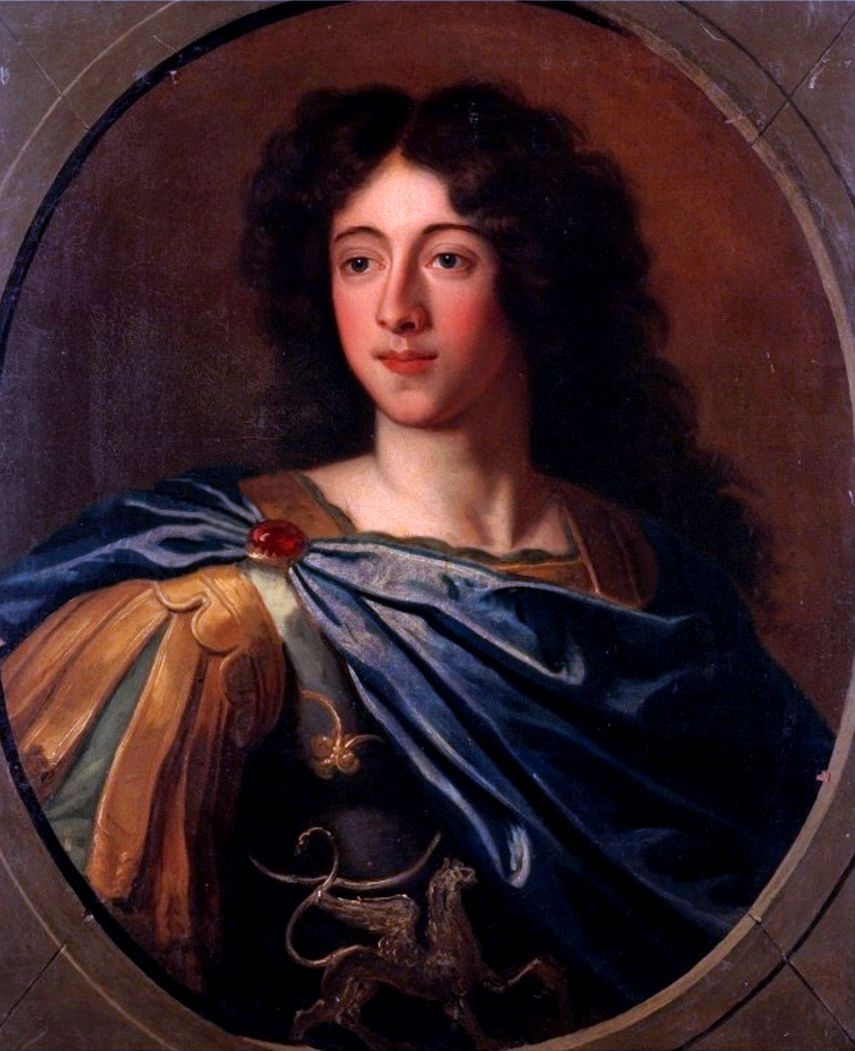
孔蒂亲王弗朗索瓦·路易（英语：François Louis, Prince of Conti）（1664-1709）
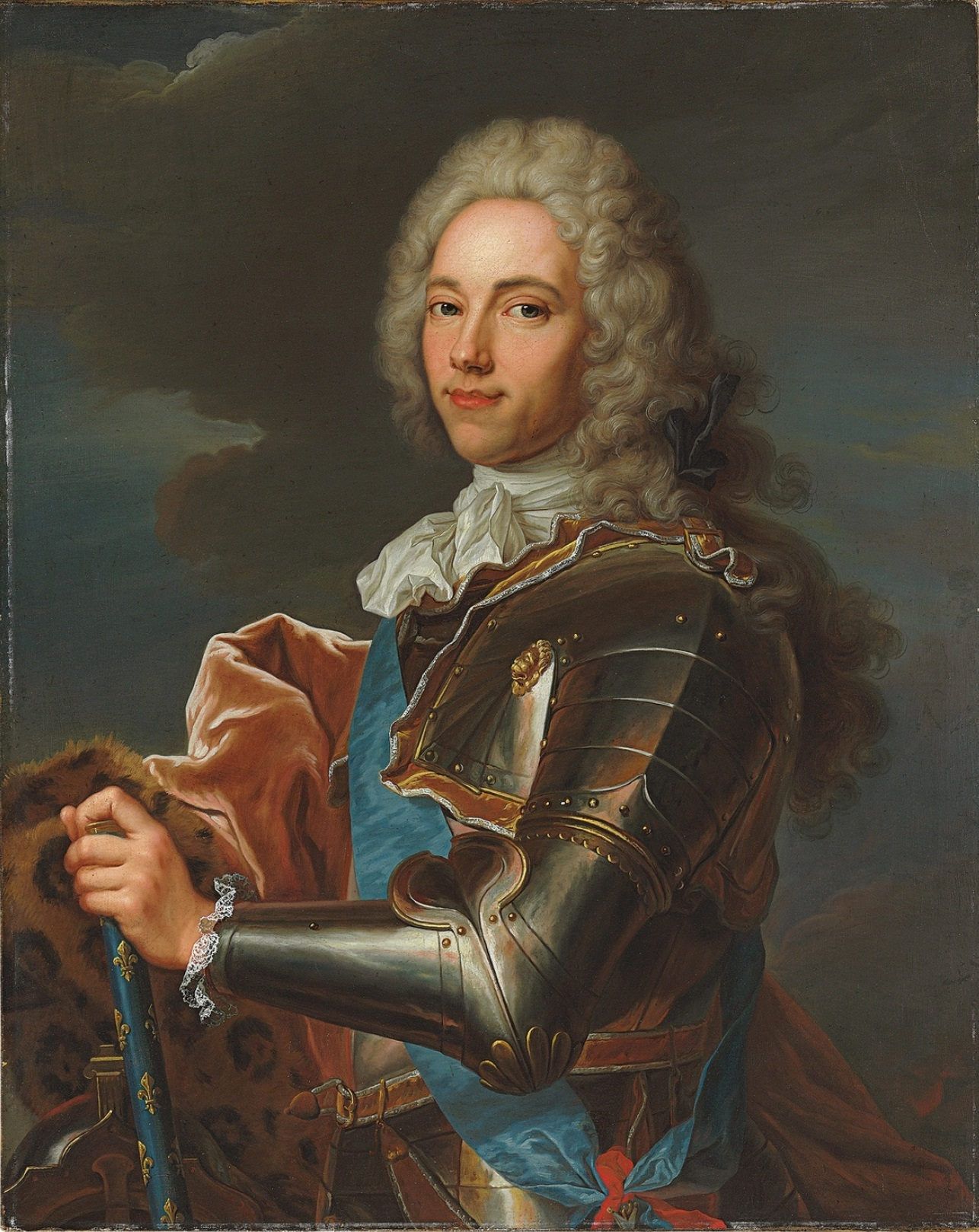
弗朗索瓦-马利·德·布罗伊，第一代布罗伊公爵（1671-1745）
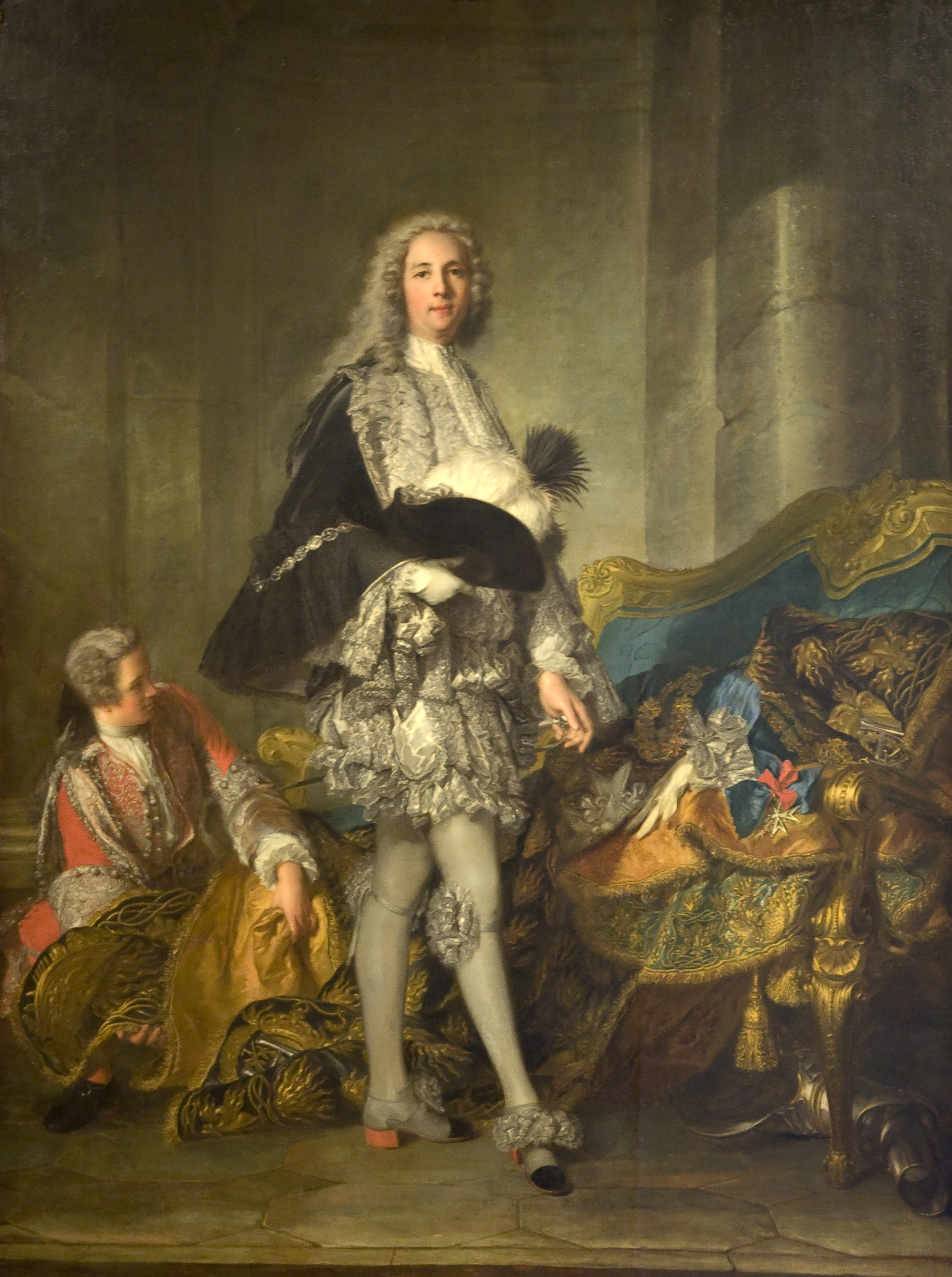
路易·弗朗索瓦·阿尔芒·德·维涅罗·迪·普莱西 (1696–1788)
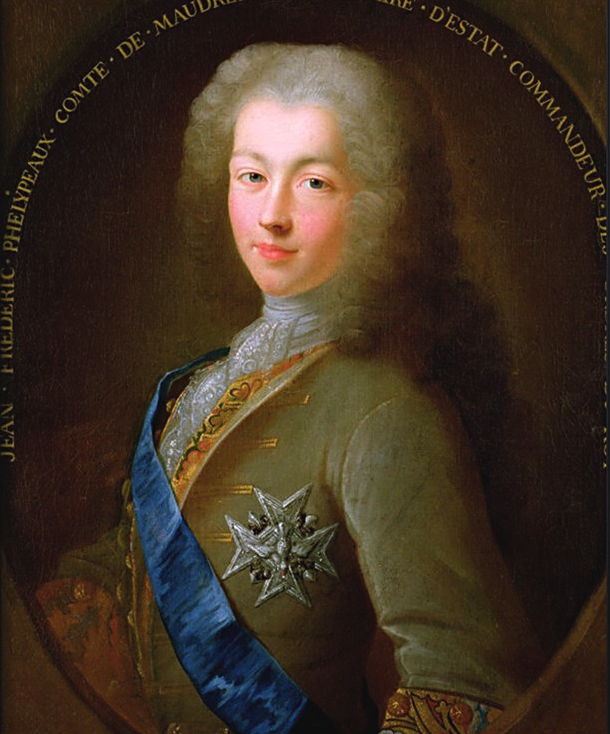
莫尔帕伯爵让-弗雷德里克·菲利波（1701-1781）
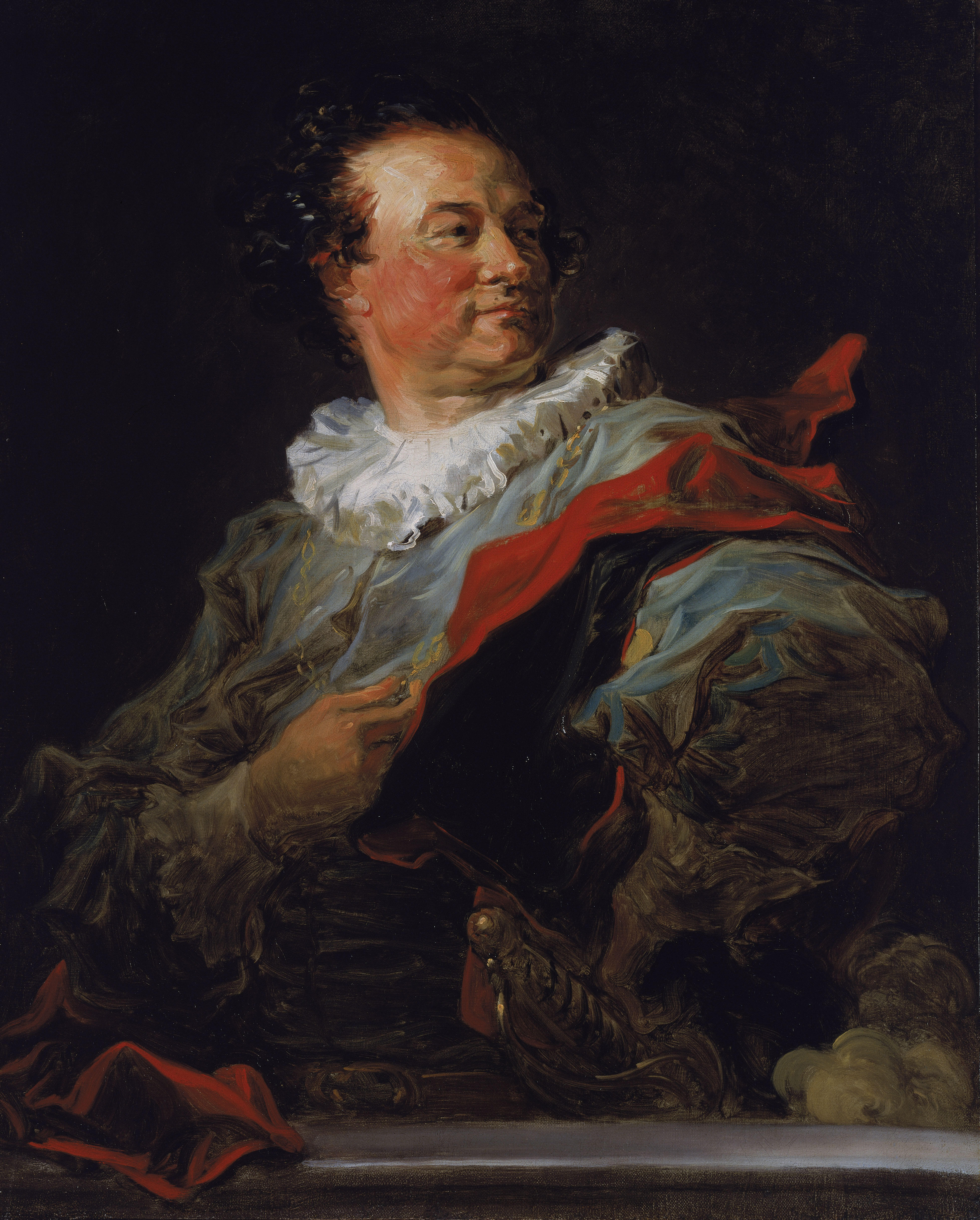
弗朗索瓦-亨利·达考特（英语：François-Henri d’Harcourt）（1726-1802）
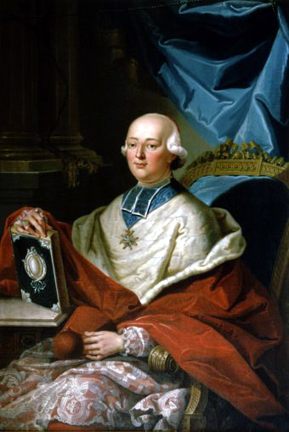
洛汗枢机（英语：Cardinal de Rohan）（1734-1803）
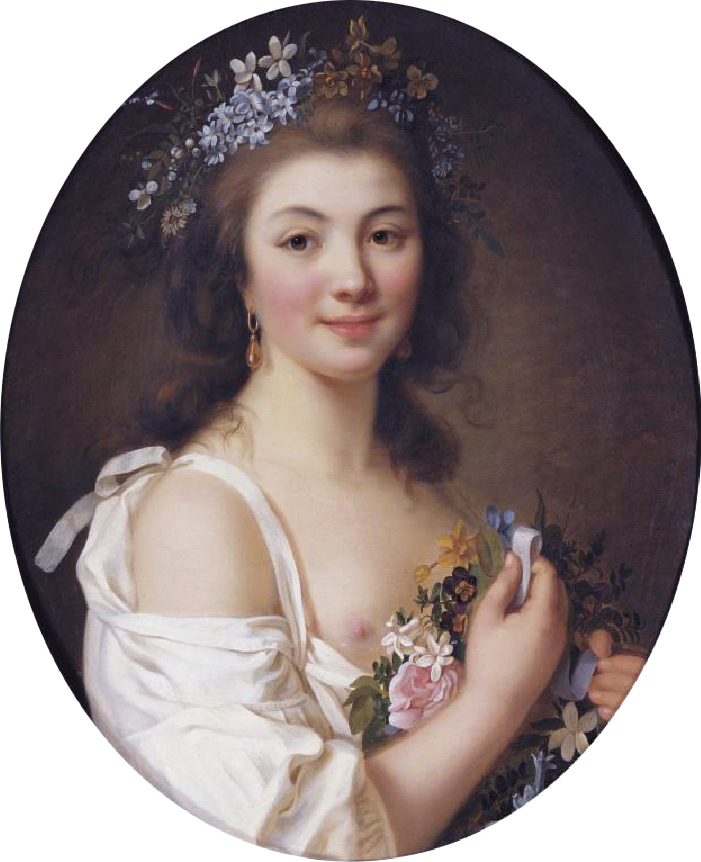
让尼斯伯爵夫人斯蒂夫妮·菲丽希缇（英语：Stéphanie Félicité, comtesse de Genlis）（1746-1830）
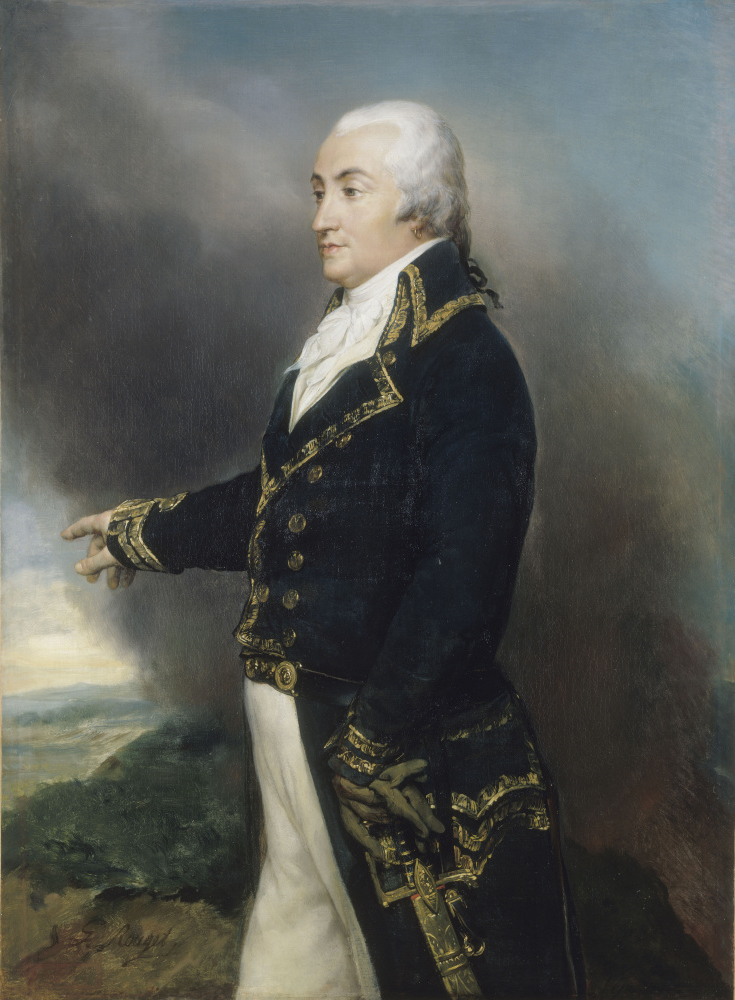
比隆公爵阿尔芒·路易·德·孔陶（1753-1793）
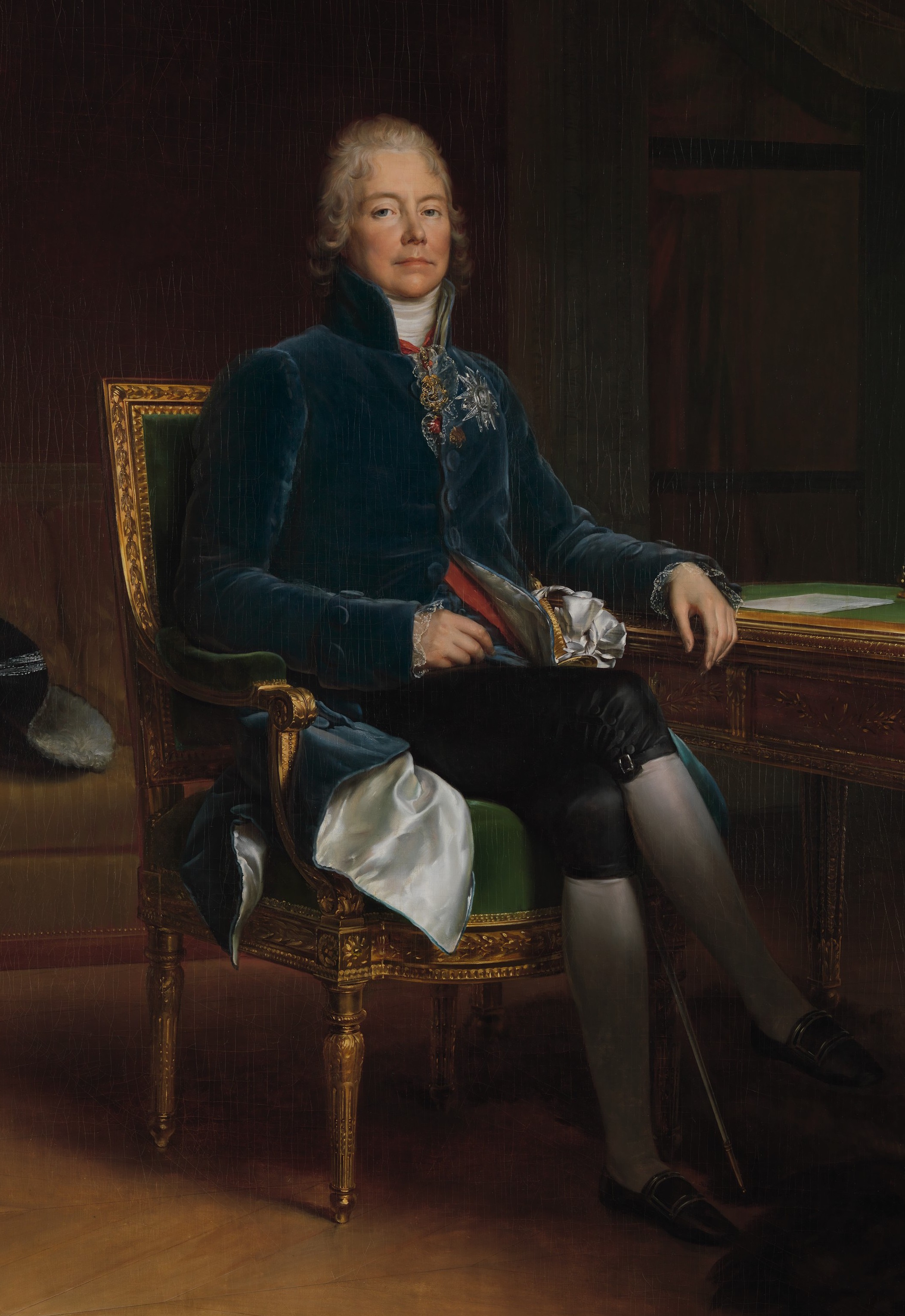
夏尔·莫里斯·德塔列朗-佩里戈尔（1754-1838）
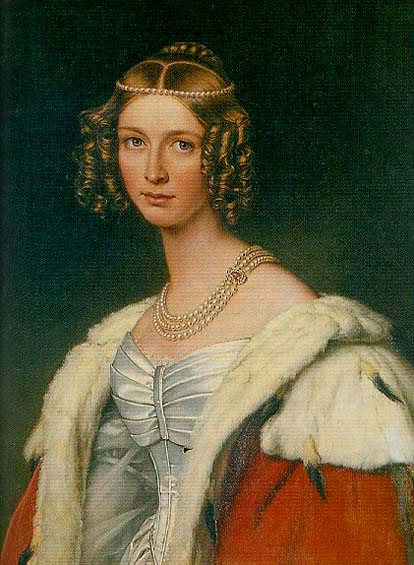
西奥多林德·德·博阿爾內（英语：Théodolinde de Beauharnais）（1814-1857）
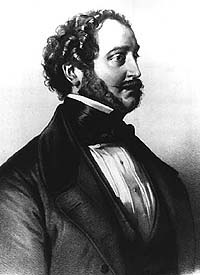
格拉蒙公爵阿熱諾（英语：Agenor, duc de Gramont）（1819-1880）
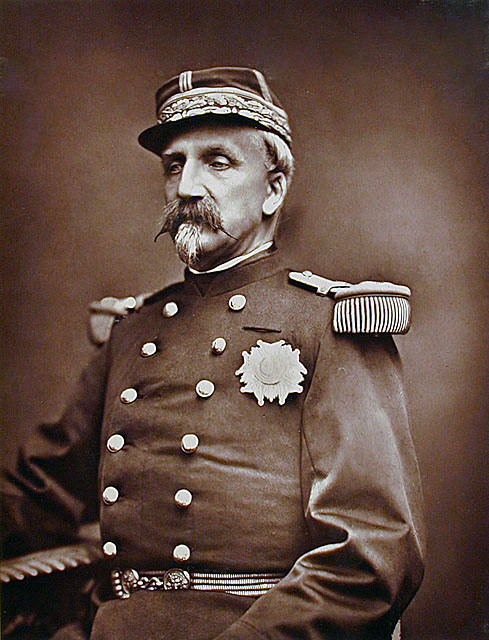
奥穆勒公爵亨利·德·奥尔良（英语：Henri d'Orléans, Duke of Aumale）（1822-1897）
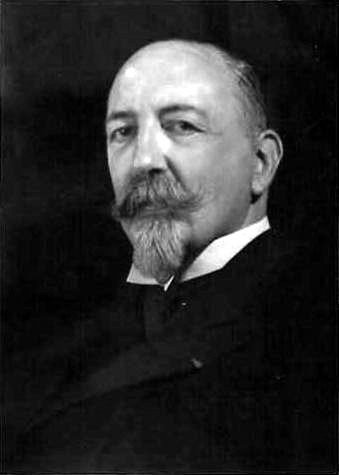
吉斯公爵让三世（1874-1940）
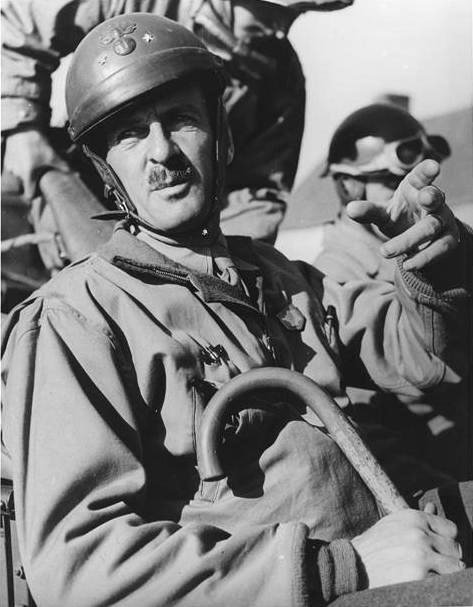
菲利普·勒克莱尔（1902-1947）